# Lijst van VAG-motoren
Dit is een lijst van de motoren die geproduceerd en gebruikt worden door de Volkswagen Group (Volkswagen AG afgekort "VAG").
In deze lijst wordt onderscheid gemaakt tussen benzinemotoren en dieselmotoren, en tussen motoren die nog in productie zijn of niet meer geproduceerd worden. Omdat het vermogen van veel motoren varieert per automodel, wordt dit per model gegeven. Het maximale vermogen wordt gegeven in paardenkrachten (pk), het maximale koppel wordt gegeven in newtonmeters (Nm) plus het omwentelingen per minuut waarbij deze krachten vrijkomen in toeren per minuut (tpm).

## Huidige benzinemotoren

### 1.2 6V
| Specificaties        | Specificaties        |
| -------------------- | -------------------- |
| motorcode            | AWY                  |
| type                 | lijnmotor            |
| aantal cilinders     | 3                    |
| cilinderinhoud       | 1.198 cm³            |
| boring × slag        | 76,5 × 86,9 mm       |
| kleppen per cilinder | 2                    |
| kleppen totaal       | 6                    |
| klepbediening        | OHC                  |
| nokkenasaandrijving  | tandriem             |
| inspuiting           | indirecte inspuiting |
| inspuitsysteem       | multipoint injectie  |

De 1,2-liter driecilindermotor is afkomstig van Škoda en werd in 2001 geïntroduceerd. De motor ken meerdere versies, deze heeft bovenliggende nokkenassen (OHC) met 2 kleppen per cilinder en levert een vermogen van 55 pk. Latere versies hebben dubbele bovenliggende nokkenassen (DOHC) met vierkleppentechniek en de nieuwste versie heeft ook directe benzine-inspuiting.
| Model           | Jaartal      | Vermogen | Bij       | Koppel | Bij       |
| --------------- | ------------ | -------- | --------- | ------ | --------- |
| Škoda Fabia     | 2002 - 2007  | 55 pk    | 4.750 tpm | 106 Nm | 3.000 tpm |
| Volkswagen Fox  | 2005 - heden | 55 pk    | 4.750 tpm | 106 Nm | 3.000 tpm |
| Volkswagen Polo | 2002 - 2007  | 55 pk    | 4.750 tpm | 106 Nm | 3.000 tpm |
| Volkswagen Polo | 2007 - heden | 60 pk    | 5.200 tpm | 108 Nm | 3.000 tpm |

### 1.2 12V
| Specificaties        | Specificaties        |
| -------------------- | -------------------- |
| motorcode            | AZQ                  |
| type                 | lijnmotor            |
| aantal cilinders     | 3                    |
| cilinderinhoud       | 1.198 cm³            |
| boring × slag        | 76,5 × 86,9 mm       |
| kleppen per cilinder | 4                    |
| kleppen totaal       | 12                   |
| klepbediening        | DOHC                 |
| nokkenasaandrijving  | Ketting              |
| inspuiting           | indirecte inspuiting |
| inspuitsysteem       | multipoint injectie  |

| Model           | Jaartal      | Vermogen | Bij       | Koppel | Bij       |
| --------------- | ------------ | -------- | --------- | ------ | --------- |
| Volkswagen Polo | 2001 - 2007  | 65 pk    | 5.400 tpm | 112 Nm | 3.000 tpm |
| Seat Ibiza      | 2002 - 2006  | 65 pk    | 5.400 tpm | 112 Nm | 3.000 tpm |
| Škoda Fabia     | 2003 - 2007  | 65 pk    | 5.400 tpm | 112 Nm | 3.000 tpm |
| Škoda Fabia     | 2007 - heden | 70 pk    | 5.400 tpm | 112 Nm | 3.000 tpm |
| Seat Ibiza      | 2006 - heden | 70 pk    | 5.400 tpm | 112 Nm | 3.000 tpm |

### 1.4 16V
| Specificaties        | Specificaties         |
| -------------------- | --------------------- |
| motorcode            | AFH / AUA / BBY / BKY |
| type                 | lijnmotor             |
| aantal cilinders     | 4                     |
| cilinderinhoud       | 1.390 cm³             |
| boring × slag        | 76,5 × 75,6 mm        |
| kleppen per cilinder | 4                     |
| kleppen totaal       | 16                    |
| klepbediening        | DOHC                  |
| nokkenasaandrijving  | Tandriem              |
| inspuiting           | indirecte inspuiting  |
| inspuitsysteem       | multipoint injectie   |

| Model           | Jaartal      | Vermogen | Bij       | Koppel | Bij       |
| --------------- | ------------ | -------- | --------- | ------ | --------- |
| Volkswagen Golf | 1998 - 2006  | 75 pk    | 5.000 tpm | 126 Nm | 3.800 tpm |
| Volkswagen Polo | 1999 - 2007  | 75 pk    | 5.000 tpm | 126 Nm | 3.800 tpm |
| Volkswagen Golf | 2005- heden  | 80 pk    | 5.000 tpm | 132 Nm | 3.800 tpm |
| Volkswagen Lupo | 2006 - heden | 80 pk    | 5.000 tpm | 132 Nm | 3.800 tpm |

### 1.4 FSI
| Specificaties        | Specificaties      |
| -------------------- | ------------------ |
| motorcode            | AXU                |
| type                 | lijnmotor          |
| aantal cilinders     | 4                  |
| cilinderinhoud       | 1.390 cm³          |
| boring × slag        | 76,5 × 75,6 mm     |
| kleppen per cilinder | 4                  |
| kleppen totaal       | 16                 |
| klepbediening        | DOHC               |
| nokkenasaandrijving  | ketting            |
| inspuiting           | directe inspuiting |
| inspuitsysteem       | FSI                |
| brandstofpomp druk   | 110 bar            |

### 1.4 TSI
De 1.4 TSI is Volkswagens eerste motor met "Twincharger" techniek, oftewel een dubbelgeladen motor. Hij is voorzien van zowel een turbo als een mechanische compressor. Hiermee begon Volkswagen het tijdperk van "downsizing" in de autowereld; een techniek waarbij zo veel mogelijk vermogen uit een kleine cilinderinhoud wordt gehaald. Dit heeft als voordeel dat de motor minder verbruikt, en licht en compact is. De eerste TSI motor verscheen in de Volkswagen Golf GT en leverde 170 pk. Ook verscheen een 140pk-versie en later nog een versie die 122 pk levert, waarbij de compressor weggelaten is. Het blok is bekend wegens diverse olie-problemen en uitrekkende kettingen. Volkswagen heeft de volgende generatie op de markt gebracht met een enkele turbo en 140pk, zoals te vinden in de Golf 7 en Polo BlueGT.

#### Enkelgeladen
| Specificaties        | Specificaties      |
| -------------------- | ------------------ |
| motorcode            | CAXA               |
| type                 | lijnmotor          |
| aantal cilinders     | 4                  |
| cilinderinhoud       | 1.390 cm³          |
| boring × slag        | 76,5 × 75,6 mm     |
| kleppen per cilinder | 4                  |
| kleppen totaal       | 16                 |
| klepbediening        | DOHC               |
| nokkenasaandrijving  | Ketting            |
| inspuiting           | directe inspuiting |
| inspuitsysteem       | FSI                |
| brandstofpomp druk   | 110 bar            |
| turbodruk            | 1.8 bar            |

De basis TSI-motor heeft slechts een turbolader en geen compressor zoals de originele TSI-motoren. TFSI zou een betere benaming zijn geweest voor deze motor zoals Audi hem ook noemt. In de Volkswagen modellen levert hij 122 pk en bij Audi 125 pk. De 1.4 TSI 122 pk kwam als vervanger voor de 1.6 FSI die 115 pk leverde.
| Model                 | Jaartal      | Vermogen | Bij       | Koppel | Bij       |
| --------------------- | ------------ | -------- | --------- | ------ | --------- |
| Volkswagen Golf       | 2007 - heden | 122 pk   | 5.000 tpm | 200 Nm | 1.500 tpm |
| Volkswagen Passat     | 2008 - heden | 122 pk   | 5.000 tpm | 210 Nm | 1.500 tpm |
| Seat Leon             | 2007 - heden | 125 pk   | 5.000 tpm | 200 Nm | 1.500 tpm |
| Seat Altea & Altea XL | 2007 - heden | 125 pk   | 5.000 tpm | 200 Nm | 1.500 tpm |

#### Dubbelgeladen
| Specificaties        | Specificaties      |
| -------------------- | ------------------ |
| motorcode            | BLG                |
| vermogen             | 125 kW (170 pk)    |
| type                 | lijnmotor          |
| aantal cilinders     | 4                  |
| cilinderinhoud       | 1,390 cm³          |
| boring × slag        | 76,5 × 75,6 mm     |
| kleppen per cilinder | 4                  |
| kleppen totaal       | 16                 |
| klepbediening        | DOHC               |
| nokkenasaandrijving  | ketting            |
| inspuiting           | directe inspuiting |
| inspuitsysteem       | FSI                |
| brandstofpomp druk   | 110 bar            |

### 1.6 16V
| Specificaties        | Specificaties        |
| -------------------- | -------------------- |
| motorcode            | BLG                  |
| type                 | lijnmotor            |
| aantal cilinders     | 4                    |
| cilinderinhoud       | 1,598 cm³            |
| boring × slag        | 76,5 × 86,9 mm       |
| kleppen per cilinder | 4                    |
| kleppen totaal       | 16                   |
| klepbediening        | DOHC                 |
| nokkenasaandrijving  | ketting              |
| inspuiting           | indirecte inspuiting |
| inspuitsysteem       | multipoint injectie  |

### 1.6 FSI
| Specificaties        | Specificaties      |
| -------------------- | ------------------ |
| motorcode            | BAD                |
| type                 | lijnmotor          |
| aantal cilinders     | 4                  |
| cilinderinhoud       | 1,598 cm³          |
| boring × slag        | 76,5 × 86,9 mm     |
| kleppen per cilinder | 4                  |
| kleppen totaal       | 16                 |
| klepbediening        | DOHC               |
| nokkenasaandrijving  | ketting            |
| inspuiting           | directe inspuiting |
| inspuitsysteem       | FSI                |

### 1.8 Turbo
| Specificaties        | Specificaties        |
| -------------------- | -------------------- |
| motorcode            | BAM                  |
| type                 | lijnmotor            |
| aantal cilinders     | 4                    |
| cilinderinhoud       | 1.781 cm³            |
| boring × slag        | 81,0 × 86,4 mm       |
| kleppen per cilinder | 5                    |
| kleppen totaal       | 20                   |
| klepbediening        | DOHC                 |
| nokkenasaandrijving  | tandriem             |
| inspuiting           | indirecte inspuiting |
| inspuitsysteem       | multipoint injectie  |
| turbodruk            | verschillend         |

De 1,8-liter viercilinder turbomotor is een van de meest gebruikte benzinemotoren binnen de Volkswagen Group. In feite gaat het om de bestaande 1.8 met 5 kleppen per cilinder die voorzien is van een turbo. Hij is in veel modellen gebruikt met veel verschillende vermogens variërend van 150 pk tot maar liefst 240 pk.
| Model                  | Jaartal      | Vermogen | Bij       | Koppel | Bij               |
| ---------------------- | ------------ | -------- | --------- | ------ | ----------------- |
| Audi A3                | 1996 - 2003  | 150 pk   | 5.700 tpm | 210 Nm | 1.750 - 4.600 tpm |
| Audi A4                | 1994 - 2002  | 150 pk   | 5.700 tpm | 210 Nm | 1.750 - 4.600 tpm |
| Audi A6                | 1997 - 2004  | 150 pk   | 5.700 tpm | 210 Nm | 1.750 - 4.600 tpm |
| Audi TT                | 2002 - 2005  | 150 pk   | 5.700 tpm | 210 Nm | 1.750 - 4.600 tpm |
| Volkswagen Golf GTI    | 1997 - 2006  | 150 pk   | 5.700 tpm | 210 Nm | 1.750 - 4.600 tpm |
| Volkswagen Bora        | 2000 - 2005  | 150 pk   | 5.700 tpm | 210 Nm | 1.750 - 4.600 tpm |
| Volkswagen Passat      | 1996 - 2005  | 150 pk   | 5.700 tpm | 210 Nm | 1.750 - 4.600 tpm |
| Volkswagen New Beetle  | 1998 - 2000  | 150 pk   | 5.700 tpm | 210 Nm | 1.750 - 4.600 tpm |
| Škoda Octavia          | 1998 - 2006  | 150 pk   | 5.700 tpm | 210 Nm | 1.750 - 4.600 tpm |
| Škoda Superb           | 2001 - 2008  | 150 pk   | 5.700 tpm | 210 Nm | 1.750 - 4.600 tpm |
| Seat Ibiza FR          | 2004 - 2008  | 150 pk   | 5.800 tpm | 220 Nm | 2.000 - 4.200 tpm |
| Volkswagen New Beetle  | 1999 - heden | 150 pk   | 5.800 tpm | 220 Nm | 2.000 - 4.200 tpm |
| Volkswagen Polo GTI    | 2006 - heden | 150 pk   | 5.800 tpm | 220 Nm | 1.950 - 4.500 tpm |
| Seat Ibiza Sport/Cupra | 1999 - 2002  | 156 pk   | 5.800 tpm | 210 Nm | 1.800 - 5.800 tpm |
| Audi A4                | 2002 - 2008  | 163 pk   | 5.700 tpm | 225 Nm | 1.950 - 4.700 tpm |
| Audi TT                | 2005 - 2006  | 163 pk   | 5.700 tpm | 225 Nm | 1.950 - 5.400 tpm |
| Audi A4                | 1997 - 2001  | 180 pk   | 6.200 tpm | 235 Nm | 2.000 - 4.600 tpm |
| Audi A3                | 1998 - 2003  | 180 pk   | 5.500 tpm | 235 Nm | 1.950 - 5.500 tpm |
| Volkswagen Golf GTI    | 2001 - 2003  | 180 pk   | 5.500 tpm | 235 Nm | 1.950 - 5.500 tpm |
| Audi TT                | 1998 - 2005  | 180 pk   | 5.500 tpm | 235 Nm | 1.950 - 5.000 tpm |
| Volkswagen New Beetle  | 2002 - 2004  | 180 pk   | 5.500 tpm | 235 Nm | 1.950 - 5.000 tpm |
| Volkswagen Bora        | 2002 - 2005  | 180 pk   | 5.500 tpm | 235 Nm | 1.950 - 5.000 tpm |
| Seat Toledo            | 2003 - 2004  | 180 pk   | 5.500 tpm | 235 Nm | 1.950 - 5.000 tpm |
| Seat Leon              | 1999 - 2005  | 180 pk   | 5.500 tpm | 235 Nm | 1.950 - 5.000 tpm |
| Škoda Octavia RS       | 2000 - 2004  | 180 pk   | 5.500 tpm | 235 Nm | 1.950 - 5.000 tpm |
| Volkswagen Polo GTI    | 2006 - heden | 180 pk   | 5.800 tpm | 235 Nm | 2.000 - 5.000 tpm |
| Audi A4                | 2002 - 2004  | 190 pk   | 5.700 tpm | 240 Nm | 1.980 - 5.400 tpm |
| Audi TT                | 2005 - 2006  | 190 pk   | 5.700 tpm | 240 Nm | 1.980 - 5.400 tpm |
| Audi S3                | 1999 - 2001  | 210 pk   | 5.800 tpm | 270 Nm | 2.100 - 5.000 tpm |
| Seat Leon Cupra        | 2002 - 2003  | 210 pk   | 5.800 tpm | 270 Nm | 2.100 - 5.000 tpm |
| Audi S3                | 2001 - 2003  | 225 pk   | 5.900 tpm | 280 Nm | 2.200 - 5.500 tpm |
| Audi TT                | 1998 - 2005  | 225 pk   | 5.900 tpm | 280 Nm | 2.200 - 5.500 tpm |
| Seat Leon Cupra        | 2003 - 2005  | 225 pk   | 5.900 tpm | 280 Nm | 2.200 - 5.500 tpm |
| Audi TT                | 2005 - 2006  | 240 pk   | 5.700 tpm | 320 Nm | 2.300 - 5.000 tpm |

### 1.8 TFSI
| Specificaties        | Specificaties      |
| -------------------- | ------------------ |
| gewicht              | 135 kg             |
| type                 | lijnmotor          |
| aantal cilinders     | 4                  |
| cilinderinhoud       | 1.798 cm³          |
| boring × slag        | 82,5 × 84,1 mm     |
| kleppen per cilinder | 4                  |
| kleppen totaal       | 16                 |
| klepbediening        | DOHC               |
| nokkenasaandrijving  | ketting            |
| inspuiting           | directe inspuiting |
| inspuitsysteem       | FSI                |
| turbodruk            | 1.3 bar            |

De 1.8 TFSI kwam in 2007 op de markt in een aantal modellen van onder meer Volkswagen, Audi en Škoda. Hij vulde toen het gat op wat ontstond in de overgang van de oude EA113 2.0 TFSI naar de nieuwe EA888 2.0 TFSI. In feite kan de 1.8 TFSI gezien worden als de opvolger van de basisversies van 1.8 turbo. De krachtigere varianten daarvan waren destijds al overgenomen door de 2.0 TFSI. De 1.8 TFSI is in principe een verkleinde versie van de later verschenen 2.0 TFSI met verkorte slag en is de eerste motor uit de EA888 serie.
De motor doet dienst in de middenklasse, waar bij de compacte modellen de 1.4 TFSI 160 pk genereert (Volkswagen Golf), en in de hogere middenklasse de 2.0 TFSI 170 pk genereert (Audi A6), wordt de 1.8 TFSI in onder meer de Volkswagen Passat en Audi A4 en A5 ingezet. Bij kleinere auto's is minder trekkracht nodig terwijl bij grotere auto's zijn trekkracht juist ontoereikend is.
In 2011 kreeg de motor een grondige update waarbij het koppel steeg van 250 Nm naar 320 Nm. Deze nieuwe versie werd geïntroduceerd in de gefacelifte Audi A5.
| Model                | Jaartal      | Motorcode           | Vermogen | Bij               | Koppel | Bij               |
| -------------------- | ------------ | ------------------- | -------- | ----------------- | ------ | ----------------- |
| Audi A3              | 2007 - heden | CDAA                | 160 pk   | 5.000 - 6.200 tpm | 250 Nm | 1.500 - 4.200 tpm |
| Škoda Octavia        | 2007 - heden |                     | 160 pk   | 5.000 - 6.200 tpm | 250 Nm | 1.500 - 4.200 tpm |
| Seat Leon            | 2007 - heden |                     | 160 pk   | 5.000 - 6.200 tpm | 250 Nm | 1.500 - 4.200 tpm |
| Volkswagen Passat    | 2007 - heden | BZB                 | 160 pk   | 5.000 - 6.200 tpm | 250 Nm | 1.500 - 4.200 tpm |
| Volkswagen Passat CC | 2008 - heden |                     | 160 pk   | 5.000 - 6.200 tpm | 250 Nm | 1.500 - 4.200 tpm |
| Seat Exeo            | 2010 - heden | CDH                 | 120 pk   | 4.000 - 6.200 tpm | 230 Nm | 1.500 - 3.650 tpm |
| Audi A4              | 2008 - heden |                     | 120 pk   | 3.650 - 6.200 tpm | 230 Nm | 1.500 - 3.650 tpm |
| Audi A4              | 2007 - heden | CABB/CDHB/CABA/CDHA | 160 pk   | 4.500 - 6.200 tpm | 250 Nm | 1.500 - 4.500 tpm |
| Škoda Yeti           | 2008 - heden | CDAA/CDAB           | 160 pk   | 4.500 - 6.200 tpm | 250 Nm | 1.500 - 4.500 tpm |
| Seat Exeo            | 2010 - heden | CDH                 | 160 pk   | 4.500 - 6.200 tpm | 250 Nm | 1.500 - 4.500 tpm |
| Audi A5              | 2007 - 2008  |                     | 170 pk   | 4.800 - 6.200 tpm | 250 Nm | 1.500 - 4.800 tpm |
| Audi A5              | 2011 - heden |                     | 170 pk   | 3.800 - 6.200 tpm | 320 Nm | 1.400 - 3.700 tpm |

### 2.0 TFSI
| Specificaties        | Specificaties      |
| -------------------- | ------------------ |
| motorcode            | AXX / BWA          |
| type                 | lijnmotor          |
| aantal cilinders     | 4                  |
| cilinderinhoud       | 1.984 cm³          |
| boring × slag        | 82,5 × 92,8 mm     |
| kleppen per cilinder | 4                  |
| kleppen totaal       | 16                 |
| klepbediening        | DOHC               |
| nokkenasaandrijving  | tandriem           |
| inspuiting           | directe inspuiting |
| inspuitsysteem       | FSI                |
| turbodruk            | 0.9 bar            |

De 2,0-liter viercilinder TFSI-motor (AXX) werd in 2004 geïntroduceerd in de Volkswagen Golf GTI. Het is in feite de 2.0 FSI voorzien van een turbo. De motor wordt in veel modellen gebruikt binnen het Volkswagen concern en weet betrekkelijk veel kracht uit slechts 4 cilinders te halen waardoor hij in kleinere auto's past. Er zijn verschillende generaties van de motor. In zijn basisversie levert hij 147 kW (200 pk) maar in zuinige modellen is de motor gedowntuned om het verbruik te drukken maar het koppel te behouden. De tweede generatie (BWA) verscheen in de Seat Leon Cupra en is meer een sportmotor die veel vermogen levert. Hij heeft nieuwe nokkenassen, sterkere zuigerpennen, nieuwe drijfstangen en een grotere turbo die de druk opvoert tot 1,2 bar. Ook werd de levensduur vergroot en de stijfheid van het blok verbeterd. Momenteel is de derde versie van het 2.0 TFSI blok te vinden in de Golf 7 GTI en de Audi S3.
| Model                          | Jaartal      | Vermogen | Bij               | Koppel | Bij               |
| ------------------------------ | ------------ | -------- | ----------------- | ------ | ----------------- |
| Audi A4                        | 2007 - 2008  | 170 pk   | 4.300 - 6.000 tpm | 280 Nm | 1.800 - 4.200 tpm |
| Audi A6                        | 2005 - heden | 170 pk   | 4.300 - 6.000 tpm | 280 Nm | 1.800 - 4.200 tpm |
| Seat Leon Sport-Up             | 2005 - 2006  | 185 pk   | 5.100 - 6.600 tpm | 270 Nm | 1.800 - 5.000 tpm |
| Audi A3                        | 2004 - heden | 200 pk   | 5.100 - 6.600 tpm | 280 Nm | 1.800 - 5.000 tpm |
| Audi A4                        | 2004 - heden | 200 pk   | 5.100 - 6.000 tpm | 280 Nm | 1.800 - 5.000 tpm |
| Audi TT                        | 2006 - heden | 200 pk   | 5.100 - 6.000 tpm | 280 Nm | 1.800 - 5.000 tpm |
| Seat Leon FR                   | 2006 - heden | 200 pk   | 5.100 - 6.000 tpm | 280 Nm | 1.800 - 5.000 tpm |
| Seat Altea                     | 2004 - heden | 200 pk   | 5.100 - 6.000 tpm | 280 Nm | 1.800 - 5.000 tpm |
| Škoda Octavia RS               | 2005 - heden | 200 pk   | 5.100 - 6.000 tpm | 280 Nm | 1.800 - 5.000 tpm |
| Volkswagen Golf GTI            | 2004 - 2008  | 200 pk   | 5.100 - 6.000 tpm | 280 Nm | 1.800 - 5.000 tpm |
| Volkswagen Jetta               | 2005 - heden | 200 pk   | 5.100 - 6.000 tpm | 280 Nm | 1.800 - 5.000 tpm |
| Volkswagen Passat              | 2006 - heden | 200 pk   | 5.100 - 6.000 tpm | 280 Nm | 1.800 - 5.000 tpm |
| Volkswagen Scirocco            | 2008 - heden | 200 pk   | 5.100 - ? tpm     | 280 Nm | 1.700 - 5.000 tpm |
| Volkswagen Passat CC           | 2008 - heden | 200 pk   | 5.100 - ? tpm     | 280 Nm | 1.700 - 5.000 tpm |
| Audi A4 DTM edition            | 2005 - 2008  | 220 pk   | 5.900 - 6.100 tpm | 300 Nm | 2.200 - 4.000 tpm |
| Volkswagen Golf GTI Edition 30 | 2007 - 2008  | 230 pk   | 5.500 - ? tpm     | 300 Nm | 2.200 - 5.200 tpm |
| Seat Leon Cupra                | 2006 - heden | 240 pk   | 5.700 tpm         | 300 Nm | 2.200 - 5.500 tpm |
| Audi S3                        | 2006 - heden | 265 pk   | 6.000 tpm         | 350 Nm | 2.500 - 5.000 tpm |
| Audi TTS                       | 2008 - heden | 272 pk   | 6.000 tpm         | 350 Nm | 2.500 - 5.000 tpm |
| Seat Leon Cupra Edition        | 2008 - heden | 285 pk   | 6.000 tpm         | 360 Nm | 2.500 - ? tpm     |

### 2.5 TFSI
| Specificaties        | Specificaties              |
| -------------------- | -------------------------- |
| Type                 | lijnmotor                  |
| Aantal cilinders     | 5                          |
| Cilinderinhoud       | 2.480 cm³                  |
| Boring × slag        | 82,5 × 92,8 mm             |
| Kleppen per cilinder | 4                          |
| Kleppen totaal       | 20                         |
| Klepbediening        | DOHC                       |
| Nokkenasaandrijving  | ketting                    |
| Inspuiting           | directe inspuiting FSI     |
| Ontstekingsvolgorde  | 1-2-4-5-3                  |
| Drukvulling          | turbolader met intercooler |
| Turbodruk            | 1,2 bar                    |
| Maten                |                            |
| Lengte               | 494 mm                     |
| Gewicht              | 183 kg                     |

De 2,5-liter vijfcilinder turbomotor van Audi is gebaseerd op het 2,5-liter vijfcilinderblok dat in Amerika in de Volkswagen Jetta geleverd wordt. Audi versterkte en moderniseerde het blok en voegde een turbolader toe. Hij wordt gebruikt in Audi's RS-modellen met dwarsgeplaatste motor. Op de Mondial de l'Automobile 2010 werd de motor gebruikt in de Audi quattro concept waar hij over 300 kW (408 pk) en 480 Nm beschikte. In de Audi A3 concept op de Autosalon van Genève 2011 werd hij eveneens gebruikt met deze specificaties.
| Model               | Jaartal      | Vermogen | Bij               | Koppel | Bij               |
| ------------------- | ------------ | -------- | ----------------- | ------ | ----------------- |
| Audi TT RS          | 2009 - heden | 340 pk   | 5.400 - 6.500 tpm | 450 Nm | 1.600 - 5.300 tpm |
| Audi RS 3 Sportback | 2011 - heden | 340 pk   | 5.400 - 6.500 tpm | 450 Nm | 1.600 - 5.300 tpm |

Conceptmodellen:
| Model                | Jaartal | Vermogen | Bij               | Koppel | Bij               |
| -------------------- | ------- | -------- | ----------------- | ------ | ----------------- |
| Audi quattro concept | 2010    | 408 pk   | 5.400 - 6.500 tpm | 480 Nm | 1.600 - 5.300 tpm |
| Audi A3 concept      | 2011    | 408 pk   | 5.400 - 6.500 tpm | 480 Nm | 1.600 - 5.300 tpm |
| Audi Q3RS concept    | 2012    | 408 pk   | 5.400 - 6.500 tpm | 480 Nm | 1.600 - 5.300 tpm |

### 2.8 V6 FSI
| Specificaties        | Specificaties    |
| -------------------- | ---------------- |
| motorcode            | BDX              |
| type                 | V-motor          |
| blokhoek             | 90°              |
| aantal cilinders     | 6                |
| cilinderinhoud       | 2773 cm³         |
| boring × slag        | 84,5 × 82,4 mm   |
| kleppen per cilinder | 4                |
| kleppen totaal       | 24               |
| klepbediening        | DOHC             |
| nokkenasaandrijving  | ketting          |
| inspuiting           | directe injectie |
| inspuitsysteem       | FSI              |

De 2,8-liter V6 FSI van Audi werd in 2006 geïntroduceerd in de Audi A6 en in 2007 in de Audi A8 als zuinig "e"-model. De motor is in principe een verkleinde versie van de 3.2 V6 FSI, de krukas heeft een kleinere slag. Het onderblok is vervaardigd uit aluminium en de motor is voorzien van variabele kleptiming en variabele kleplichthoogte (ValveLift). De 2.8 V6 FSI is de vervanger van de 3.0 V6.
| Model   | Jaartal      | Vermogen | Bij               | Koppel | Bij               |
| ------- | ------------ | -------- | ----------------- | ------ | ----------------- |
| Audi A6 | 2006 - heden | 210 pk   | 5.500 - 6.800 tpm | 280 Nm | 3.000 - 5.000 tpm |
| Audi A8 | 2007 - heden | 210 pk   | 5.500 - 6.800 tpm | 280 Nm | 3.000 - 5.000 tpm |

### 3.0 V6
| Specificaties        | Specificaties        |
| -------------------- | -------------------- |
| motorcode            | ASN                  |
| type                 | V-motor              |
| blokhoek             | 90°                  |
| aantal cilinders     | 6                    |
| cilinderinhoud       | 2.976 cm³            |
| boring × slag        | 82,5 × 92,8 mm       |
| kleppen per cilinder | 5                    |
| kleppen totaal       | 30                   |
| klepbediening        | DOHC                 |
| nokkenasaandrijving  | riem                 |
| inspuiting           | indirecte inspuiting |
| inspuitsysteem       | multipoint injectie  |

| Model   | Jaartal     | Vermogen | Bij       | Koppel | Bij       |
| ------- | ----------- | -------- | --------- | ------ | --------- |
| Audi A4 | 2001 - 2004 | 220 pk   | 6.300 tpm | 300 Nm | 3.200 tpm |
| Audi A6 | 2001 - 2004 | 220 pk   | 6.300 tpm | 300 Nm | 3.200 tpm |
| Audi A8 | 2004 - 2005 | 220 pk   | 6.300 tpm | 300 Nm | 3.200 tpm |

### 3.0 V6 TFSI
| Specificaties        | Specificaties      |
| -------------------- | ------------------ |
| gewicht              | 189 kg             |
| type                 | V-motor            |
| blokhoek             | 90°                |
| aantal cilinders     | 6                  |
| cilinderinhoud       | 2.995 cm³          |
| boring × slag        | 84,5 × 89,0 mm     |
| kleppen per cilinder | 4                  |
| kleppen totaal       | 24                 |
| klepbediening        | DOHC               |
| nokkenasaandrijving  | ketting            |
| inspuiting           | directe inspuiting |
| inspuitsysteem       | FSI                |
| kompressordruk       | 0,8 bar            |

De 3,0-liter V6 TFSI werd in 2008 geïntroduceerd als opvolger van de 3.2 V6 FSI. In tegenstelling tot wat de naam doet vermoeden is de motor niet uitgerust met een turbo, maar met een compressor. Het is Audi's eerste compressor motor en vanaf nu zou TFSI staan voor alle geladen motoren. De 3.0 TFSI werd geïntroduceerd in de facelift van de Audi A6 in 2008 met een maximumvermogen van 290 pk. De motor is gebaseerd op de 3.2 V6 FSI maar heeft een 3,0-liter krukas. De compressor is tussen de cilinderbanken geplaatst zodat de motor compact blijft. De compressor is een Roots compressor van Eaton. Hij draait maximaal 23.000 tpm en kan daarbij 1.000 kilogram lucht per uur leveren onder een druk van 0,8 bar. De 3.0 TFSI is in staat nog meer vermogen te leveren en zal ook in de Audi S4 B8 en de Audi S5 Cabriolet gebruikt worden met 245 kW (333 pk).
Vanaf 2010 werd de motor gecombineerd met een 34,6 kW (47 pk) en 140 Nm sterke elektromotor in de Volkswagen Touareg Hybrid en de Porsche Cayenne Hybrid S. Het totale vermogen van beide motoren bedraagt 279 kW (380 pk) en 580 Nm.
| Model              | Jaartal      | Motorcode      | Vermogen | Bij               | Koppel | Bij               |
| ------------------ | ------------ | -------------- | -------- | ----------------- | ------ | ----------------- |
| Audi Q7            | 2010 - heden | CJTC/CJWC      | 272 pk   | 4.750 - 6.500 tpm | 400 Nm | 2.150 - 4.780 tpm |
| Audi A6            | 2008 - 2011  | CAJ/CCA        | 290 pk   | 4.850 - 6.800 tpm | 420 Nm | 2.500 - 4.850 tpm |
| Audi A8            | 2010 - heden | CGXA/CGWA      | 290 pk   | 4.850 - 6.500 tpm | 420 Nm | 2.500 - 4.850 tpm |
| Audi A7            | 2010 - heden | CGWB           | 300 pk   | 5.250 - 6.500 tpm | 440 Nm | 2.900 - 4.500 tpm |
| Volkswagen Touareg | 2010 - heden |                | 333 pk   | 5.500 - 6.500 tpm | 440 Nm | 3.000 - 5.250 tpm |
| Porsche Cayenne    | 2010 - heden |                | 333 pk   | 5.500 - 6.500 tpm | 440 Nm | 3.000 - 5.250 tpm |
| Audi Q7            | 2010 - heden | CJTB/CJWB/CNAA | 333 pk   | 5.500 - 6.500 tpm | 440 Nm | 2.900 - 5.300 tpm |
| Audi S4            | 2009 - heden | CAKA/CCBA      | 333 pk   | 5.500 - 7.000 tpm | 440 Nm | 2.900 - 5.300 tpm |
| Audi S5            | 2009 - heden | CAKA/CCBA      | 333 pk   | 5.500 - 7.000 tpm | 440 Nm | 2.900 - 5.300 tpm |

### 3.2 VR6
| Specificaties        | Specificaties                           |
| -------------------- | --------------------------------------- |
| motorcode            | BUB                                     |
| type                 | VR-motor                                |
| blokhoek             | 15°                                     |
| aantal cilinders     | 6                                       |
| cilinderinhoud       | 3.189 cm³                               |
| boring × slag        | 84,0 × 95,9 mm                          |
| kleppen per cilinder | 4                                       |
| kleppen totaal       | 24                                      |
| klepbediening        | DOHC                                    |
| nokkenasaandrijving  | ketting                                 |
| inspuiting           | indirecte inspuiting directe inspuiting |
| inspuitsysteem       | multipoint injectie FSI                 |

| Model               | Jaartal      | Vermogen | Bij       | Koppel | Bij       |
| ------------------- | ------------ | -------- | --------- | ------ | --------- |
| Volkswagen Golf R32 | 2002 - 2004  | 240 pk   | 6.250 tpm | 320 Nm | 2.800 tpm |
| Volkswagen Golf R32 | 2005 - 2008  | 250 pk   | 6.300 tpm | 320 Nm | 2.500 tpm |
| Volkswagen Eos      | 2006 - heden | 250 pk   | 6.300 tpm | 330 Nm | 3.000 tpm |
| Volkswagen Touareg  | 2002 - 2004  | 220 pk   | 6.400 tpm | 305 Nm | 3.200 tpm |
| Volkswagen Touareg  | 2004 - 2006  | 241 pk   | 5.800 tpm | 315 Nm | 2.400 tpm |
| Volkswagen Phaeton  | 2002 - heden | 241 pk   | 6.200 tpm | 315 Nm | 2.400 tpm |
| Volkswagen Multivan | 2003 - heden | 235 pk   | 6.200 tpm | 315 Nm | 2.950 tpm |
| Audi A3             | 2003 - heden | 250 pk   | 6.300 tpm | 320 Nm | 2.800 tpm |
| Audi TT             | 2003 - 2006  | 250 pk   | 6.300 tpm | 320 Nm | 2.800 tpm |
| Audi TT             | 2006 - heden | 250 pk   | 6.300 tpm | 320 Nm | 2.500 tpm |
| Porsche Cayenne     | 2003 - 2007  | 250 pk   | 6.000 tpm | 310 Nm | 2.500 tpm |
| Volkswagen Passat   | 2006 - heden | 250 pk   | 6.200 tpm | 320 Nm | 3.200 tpm |

### 3.2 V6 FSI
| Specificaties        | Specificaties                 |
| -------------------- | ----------------------------- |
| motorcode            |                               |
| type                 | V-motor                       |
| blokhoek             | 90°                           |
| aantal cilinders     | 6                             |
| cilinderinhoud       | 3.123 cm³ 3.197 cm³           |
| boring × slag        | 84,5 × 92,8 mm 85,5 × 92,8 mm |
| kleppen per cilinder | 4                             |
| kleppen totaal       | 24                            |
| klepbediening        | DOHC                          |
| nokkenasaandrijving  | ketting                       |
| inspuiting           | directe inspuiting            |
| inspuitsysteem       | FSI                           |

De 3,2-liter V6 FSI kwam in 2004 als vervanger voor de 3,0-liter V6 in de Audi A4, A6 en later ook in de A8. De motor heeft 4 kleppen per cilinder in plaats van 5 zoals bij zijn voorganger. Tevens is de motor voorzien van directe benzineinspuiting (FSI).
In 2007 kreeg de motor een update waarbij er variabele kleplichthoogte (Audi ValveLift) werd toegepast. Tevens werd de cilinderinhoud vergroot met een grotere boring. Hierdoor steeg het vermogen tot 265 pk en werd de motor schoner en zuiniger. De nieuwe versie wordt gebruikt in de Audi A4 B8 en Audi A5. Tevens staat er alweer een opvolger voor deze 3.2 V6 FSI klaar, de 3.0 TFSI die voorzien is van een compressor. Hierdoor is de motor vele malen krachtiger en vooral het koppel ligt beduidend hoger terwijl het verbruik praktisch gelijk blijft aan deze motor.
| Model   | Jaartal      | Vermogen | Bij       | Koppel | Bij               |
| ------- | ------------ | -------- | --------- | ------ | ----------------- |
| Audi A4 | 2004 - 2008  | 255 pk   | 6.500 tpm | 330 Nm | 3.250 tpm         |
| Audi A6 | 2004 - 2008  | 255 pk   | 6.500 tpm | 330 Nm | 3.250 tpm         |
| Audi A8 | 2005 - heden | 260 pk   | 6.500 tpm | 330 Nm | 3.250 tpm         |
| Audi A4 | 2007 - heden | 265 pk   | 6.500 tpm | 330 Nm | 3.000 - 5.000 tpm |
| Audi A5 | 2007 - heden | 265 pk   | 6.500 tpm | 330 Nm | 3.000 - 5.000 tpm |
| Audi Q5 | 2009 - heden | 270 pk   | 6.500 tpm | 330 Nm | 3.000 - 5.000 tpm |

### 3.6 VR6 FSI
| Specificaties        | Specificaties      |
| -------------------- | ------------------ |
| motorcode            | BWS                |
| type                 | VR-motor           |
| blokhoek             | 10.6°              |
| aantal cilinders     | 6                  |
| cilinderinhoud       | 3.598 cm³          |
| boring × slag        | 89.0 × 96.4 mm     |
| kleppen per cilinder | 4                  |
| kleppen totaal       | 24                 |
| klepbediening        | DOHC               |
| nokkenasaandrijving  | ketting            |
| inspuiting           | directe inspuiting |
| inspuitsysteem       | FSI                |

| Model                 | Jaartal      | Vermogen | Bij       | Koppel | Bij               |
| --------------------- | ------------ | -------- | --------- | ------ | ----------------- |
| Škoda Superb          | 2008 - heden | 260 pk   | 6.000 tpm | 350 Nm | 2.500 - 5.000 tpm |
| Volkswagen Passat     | 2005 - heden | 280 pk   | 6.200 tpm | 359 Nm | 2.750 tpm         |
| Volkswagen Touareg    | 2006 - 2010  | 280 pk   | 6.200 tpm | 360 Nm | 2.500 tpm         |
| Audi Q7               | 2006 - 2010  | 280 pk   | 6.200 tpm | 360 Nm | 2.500 - 5.000 tpm |
| Porsche Cayenne       | 2007 - heden | 290 pk   | 6.200 tpm | 385 Nm | 3.000 tpm         |
| Volkswagen Passat R36 | 2008 - heden | 300 pk   | 6.600 tpm | 350 Nm | 2.400 - 5.300 tpm |
| Volkswagen Passat CC  | 2008 - heden | 300 pk   | 6.600 tpm | 350 Nm | 2.400 - 5.300 tpm |
| Artega GT             | 2010 - heden | 300 pk   | 6.600 tpm | 350 Nm | 2.400 - 5.300 tpm |

### 4.2 V8 40V
| Specificaties        | Specificaties        |
| -------------------- | -------------------- |
| motorcode            | BHF                  |
| type                 | V-motor              |
| blokhoek             | 90°                  |
| aantal cilinders     | 8                    |
| cilinderinhoud       | 4.172 cm³            |
| boring × slag        | 84,5 × 93,0 mm       |
| kleppen per cilinder | 5                    |
| kleppen totaal       | 40                   |
| klepbediening        | DOHC                 |
| nokkenasaandrijving  | ketting              |
| inspuiting           | indirecte inspuiting |
| inspuitsysteem       | multipoint injectie  |

| Model              | Jaartal      | Vermogen | Bij       | Koppel | Bij       |
| ------------------ | ------------ | -------- | --------- | ------ | --------- |
| Audi A6            | 1999 - 2004  | 300 pk   | 6.200 tpm | 400 Nm | 3.000 tpm |
| Audi A8            | 1999 - 2002  | 310 pk   | 6.200 tpm | 410 Nm | 3.000 tpm |
| Volkswagen Touareg | 2003 - 2007  | 310 pk   | 6.200 tpm | 410 Nm | 3.000 tpm |
| Audi A6            | 2004 - 2006  | 335 pk   | 6.600 tpm | 420 Nm | 3.500 tpm |
| Audi A8            | 2002 - 2006  | 335 pk   | 6.500 tpm | 430 Nm | 3.500 tpm |
| Volkswagen Phaeton | 2003 - heden | 335 pk   | 6.500 tpm | 430 Nm | 3.500 tpm |
| Audi S6            | 1999 - 2004  | 340 pk   | 7.000 tpm | 420 Nm | 3.400 tpm |
| Audi S4            | 2003 - 2007  | 344 pk   | 7.000 tpm | 410 Nm | 3.500 tpm |
| Audi S8            | 1999 - 2001  | 360 pk   | 7.000 tpm | 430 Nm | 3.400 tpm |

### 4.2 V8 FSI
| Specificaties        | Specificaties      |
| -------------------- | ------------------ |
| motorcode            | ?                  |
| type                 | V-motor            |
| blokhoek             | 90°                |
| aantal cilinders     | 8                  |
| cilinderinhoud       | 4.163 cm³          |
| boring × slag        | 84,5 × 92,8 mm     |
| kleppen per cilinder | 4                  |
| kleppen totaal       | 32                 |
| klepbediening        | DOHC               |
| nokkenasaandrijving  | ketting            |
| inspuiting           | directe inspuiting |
| inspuitsysteem       | FSI                |

De 4,2-liter V8 FSI-motor van Audi kwam in 2006 op de markt en verving de oude 4.2 V8 met vijfkleppentiechniek. De nieuwe V8-motor heeft weer 4 kleppen per cilinder en is voorzien van directe benzineinspuiting. De motor is niet gebaseerd op zijn voorganger maar is geheel nieuw ontwikkeld. In zijn standaard variant levert de motor een maximumvermogen van 350 pk en een maximum koppel van 440 Nm. In de Audi S5 is het maximumvermogen voor de gelegenheid 4 pk gestegen tot 354 pk. In de derde generatie Audi A8 kreeg de motor een update tot 372 pk waardoor deze nu zo'n 90 pk/l levert. De motor werd voorzien van variabele kleplichthoogte (Audi Valvelift) en een dubbel inlaatkanaal.
| Model   | Jaartal      | Vermogen | Bij       | Koppel | Bij       |
| ------- | ------------ | -------- | --------- | ------ | --------- |
| Audi A6 | 2006 - heden | 350 pk   | 6.800 tpm | 440 Nm | 3.500 tpm |
| Audi A8 | 2006 - 2010  | 350 pk   | 6.800 tpm | 440 Nm | 3.500 tpm |
| Audi Q7 | 2006 - heden | 350 pk   | 6.800 tpm | 440 Nm | 3.500 tpm |
| Audi S5 | 2007 - heden | 354 pk   | 7.000 tpm | 440 Nm | 3.500 tpm |
| Audi A8 | 2010 - heden | 372 pk   | 6.800 tpm | 445 Nm | 3.500 tpm |

De tweede variant van de 4.2 V8 FSI is speciaal ontwikkeld door quattro GmbH voor gebruik in sportwagens. Het is een hoogtoerige motor die door gaat tot 8.250 tpm. Het maximumvermogen is 420 pk en pas bij 7.800 tpm beschikbaar. Hij werd geïntroduceerd in de Audi RS4 B7 en wordt nu gebruikt in de Audi R8. In 2010 kwam de Audi RS5 met een 450pk-versie. Het vermogen steeg door onder andere de in- en uitlaattrajecten te verbeteren. Ook het maximum koppel van 430 Nm werd breder uitgesmeerd in het middengebied.
| Model    | Jaartal      | Vermogen | Bij       | Koppel | Bij               |
| -------- | ------------ | -------- | --------- | ------ | ----------------- |
| Audi RS4 | 2005 - 2007  | 420 pk   | 7.800 tpm | 430 Nm | 4.500 - 6.000 tpm |
| Audi R8  | 2006 - 2010  | 420 pk   | 7.800 tpm | 430 Nm | 4.500 - 6.000 tpm |
| Audi R8  | 2010 - heden | 430 pk   | 7.900 tpm | 430 Nm | 4.500 - 6.000 tpm |
| Audi RS5 | 2010 - heden | 450 pk   | 8.250 tpm | 430 Nm | 4.000 - 6.000 tpm |

### 5.0 V10
| Specificaties        | Specificaties        |
| -------------------- | -------------------- |
| motorcode            |                      |
| type                 | V-motor              |
| blokhoek             | 90°                  |
| aantal cilinders     | 10                   |
| cilinderinhoud       | 4.961 cm³            |
| boring × slag        | 82,5 × 92,8 mm       |
| kleppen per cilinder | 4                    |
| kleppen totaal       | 40                   |
| klepbediening        | DOHC                 |
| nokkenasaandrijving  | ketting              |
| inspuiting           | indirecte inspuiting |
| inspuitsysteem       | multipoint injectie  |

| Model                             | Jaartal      | Vermogen | Bij       | Koppel | Bij       |
| --------------------------------- | ------------ | -------- | --------- | ------ | --------- |
| Lamborghini Gallardo              | 2003 - 2006  | 500 pk   | 7.800 tpm | 510 Nm | 4.500 tpm |
| Lamborghini Gallardo              | 2006 - heden | 520 pk   | 8.000 tpm | 510 Nm | 4.250 tpm |
| Lamborghini Gallardo SE           | 2005 - 2006  | 520 pk   | 8.000 tpm | 510 Nm | 4.250 tpm |
| Lamborghini Gallardo Superleggera | 2007 - heden | 530 pk   | 8.000 tpm | 510 Nm | 4.250 tpm |

### 5.0 V10 TFSI
| Specificaties        | Specificaties      |
| -------------------- | ------------------ |
| motorcode            | BUH                |
| type                 | V-motor            |
| blokhoek             | 90°                |
| aantal cilinders     | 10                 |
| cilinderinhoud       | 4.991 cm³          |
| boring × slag        | 84,5 × 89,0 mm     |
| kleppen per cilinder | 4                  |
| kleppen totaal       | 40                 |
| klepbediening        | DOHC               |
| nokkenasaandrijving  | ketting            |
| inspuiting           | directe inspuiting |
| inspuitsysteem       | FSI                |
| turbodruk            | 0.7 bar            |

De 5,0-liter biturbo V10-motor is speciaal ontwikkeld voor de Audi RS6 C6 door quattro GmbH. De motor is gebaseerd op de 5.2 V10 FSI. Het onderblok is gelijk maar alle bewegende onderdelen werden opnieuw ontwikkeld. De motor werd voorzien van 2 turbocompressors in het uitlaatspuitstuk. De 5.0 V10 TFSI levert een vermogen van 580 pk en een koppel van 650 Nm maar nog veel indrukwekkender is dat dit koppel al beschikbaar is vanaf 1.500 tpm en beschikbaar blijft tot 6.250 tpm. Hierdoor is er bij deze motor geen sprake van een koppelkromme maar een tafelbergkoppel dat in de praktijk constant beschikbaar is. Ook het vermogen van 580 pk piekt niet maar is beschikbaar tussen 6.250 en 6.700 tpm. Door de directe benzineinspuiting kon er een hoge compressieverhouding gerealiseerd worden van 10,5:1. De motor zal waarschijnlijk niet meer worden gebruikt. Audi gebruikt weer 8-cilinders in haar RS6.
| Model    | Jaartal     | Vermogen | Bij               | Koppel | Bij               |
| -------- | ----------- | -------- | ----------------- | ------ | ----------------- |
| Audi RS6 | 2008 - 2012 | 580 pk   | 6.250 - 6.700 tpm | 650 Nm | 1.500 - 6.250 tpm |

### 5.2 V10 FSI
| Specificaties        | Specificaties      |
| -------------------- | ------------------ |
| motorcode            | BXA                |
| type                 | V-motor            |
| blokhoek             | 90°                |
| aantal cilinders     | 10                 |
| cilinderinhoud       | 5.204 cm³          |
| boring × slag        | 84,5 × 92,8 mm     |
| kleppen per cilinder | 4                  |
| kleppen totaal       | 40                 |
| klepbediening        | DOHC               |
| nokkenasaandrijving  | ketting            |
| inspuiting           | directe inspuiting |
| inspuitsysteem       | FSI                |

De 5,2-liter V10 FSI-motor werd in 2006 voor het eerst in de Audi S8 D3 geïntroduceerd. De motor is gebaseerd op de V10-motor van de Lamborghini Gallardo. Voor de Audi-modellen werd de motor opnieuw ontwikkeld en kreeg nieuwe bewegende onderdelen. De V10 werd voorzien van Audi's directe benzineinspuiting waardoor het koppel steeg. Het toerental werd teruggebracht waardoor ook het vermogen afnam. Andere vernieuwingen zijn onder andere variabele kleptiming, een inlaatspruitstuk met aanvoerbuizen van variabele lengte en kleppen in de luchtinlaat voor optimalisering van de aangevoerde lucht. Het resultaat is dat het maximale koppel over een zeer breed toerenbereik beschikbaar is. Als tweede later dat jaar verscheen de motor in de Audi S6 maar dan met een vermogen van 435 pk. Het vermogen wordt elektronisch gedrukt zodat de S8 boven de S6 blijft gepositioneerd. De motor zou ook in de Audi Q7 gemonteerd worden maar of dit een S-versie wordt is nog onduidelijk.
| Model   | Jaartal      | Vermogen | Bij       | Koppel | Bij               |
| ------- | ------------ | -------- | --------- | ------ | ----------------- |
| Audi S6 | 2006 - heden | 435 pk   | 6.800 tpm | 540 Nm | 3.000 - 4.000 tpm |
| Audi S8 | 2006 - heden | 450 pk   | 7.000 tpm | 540 Nm | 3.500 tpm         |

Er werd nieuwe versie van de 5.2 V10 ontwikkeld voor de Lamborghini Gallardo die in de toekomst ook in de Audi R8 komt. De motor heeft meer een sportkarakter net als de 5.0 V10 van de gewone Gallardo. De V10 kreeg een ander inspuitsysteem maar heeft nog wel directe benzineinspuiting waardoor het toerental steeg. Verder werd hij voorzien van lichtere zuigers en een lichtere krukas, nieuwe nokkenassen met scherpere nokken en gemodificeerde cilinderkoppen. De V10 weegt 258 kg en is daarmee slechts 31 kg zwaarder dan de 4.2 V8 FSI uit de R8.
| Model                                          | Jaartal      | Vermogen | Bij       | Koppel | Bij       |
| ---------------------------------------------- | ------------ | -------- | --------- | ------ | --------- |
| Lamborghini Gallardo LP560-4                   | 2008 - heden | 560 pk   | 8.000 tpm | 540 Nm | 6.500 tpm |
| Lamborghini Gallardo LP550-2 Valentino Balboni | 2009         | 550 pk   | 8.000 tpm | 540 Nm | 6.500 tpm |
| Lamborghini Gallardo LP570-4 Superleggera      | 2010 - heden | 570 pk   | 8.000 tpm | 540 Nm | 6.500 tpm |
| Audi R8                                        | 2009 - heden | 525 pk   | 8.000 tpm | 530 Nm | 6.500 tpm |
| Audi R8 GT                                     | 2010         | 560 pk   | 8.000 tpm | ? Nm   | ? tpm     |
| Lamborghini Huracán                            | 2014         | 602 pk   | 8.250 tpm | 560 Nm | 6000 tpm  |

### 6.0 W12
| Specificaties        | Specificaties        |
| -------------------- | -------------------- |
| motorcode            |                      |
| type                 | W-motor              |
| blokhoek             | 2 × 15° VR6 in 72°   |
| aantal cilinders     | 12                   |
| cilinderinhoud       | 5.998 cm³            |
| boring × slag        | 84,0 × 90,2 mm       |
| kleppen per cilinder | 4                    |
| kleppen totaal       | 48                   |
| klepbediening        | DOHC                 |
| nokkenasaandrijving  | ketting              |
| inspuiting           | indirecte inspuiting |
| inspuitsysteem       | multipoint injectie  |

| Model              | Jaartal      | Vermogen | Bij       | Koppel | Bij               |
| ------------------ | ------------ | -------- | --------- | ------ | ----------------- |
| Audi A8            | 2001 - 2002  | 420 pk   | 6.000 tpm | 550 Nm | 4.250 tpm         |
| Audi A8            | 2004 - heden | 450 pk   | 6.200 tpm | 580 Nm | 4.000 - 4.700 tpm |
| Volkswagen Phaeton | 2002 - 2005  | 420 pk   | 6.000 tpm | 550 Nm | 4.700 tpm         |
| Volkswagen Phaeton | 2005 - heden | 450 pk   | 6.050 tpm | 560 Nm | 2.750 - 5.200 tpm |
| Volkswagen Touareg | 2005 - heden | 450 pk   | 6.000 tpm | 600 Nm | 3.250 tpm         |

#### W12 biturbo
| Specificaties        | Specificaties        |
| -------------------- | -------------------- |
| motorcode            | hbx                  |
| type                 | W-motor              |
| blokhoek             | 2 × 15° VR6 in 72°   |
| aantal cilinders     | 12                   |
| cilinderinhoud       | 5.998 cm³            |
| boring × slag        | 84,0 × 90,2 mm       |
| kleppen per cilinder | 4                    |
| kleppen totaal       | 48                   |
| klepbediening        | DOHC                 |
| nokkenasaandrijving  | ketting              |
| inspuiting           | indirecte inspuiting |
| inspuitsysteem       | multipoint injectie  |
| turbolader           | 2 × KKK-turbocharger |
| turbodruk            | 0.7 bar              |

Voor het dochtermerk Bentley werd een krachtigere variant van de W12-motor ontwikkeld voor de Bentley Continental GT. De motor werd voorzien van 2 turbo's waardoor het vermogen uitkomt op 560 pk. In 2007 verscheen de Bentley Continental GT Speed die een doorontwikkelde motor heeft welke 610 pk levert.
| Model                                 | Jaartal      | Vermogen | Bij       | Koppel | Bij       |
| ------------------------------------- | ------------ | -------- | --------- | ------ | --------- |
| Bentley Continental GT                | 2003 - heden | 560 pk   | 6.250 tpm | 650 Nm | 1.500 tpm |
| Bentley Continental GTC               | 2006 - heden | 560 pk   | 6.250 tpm | 650 Nm | 1.500 tpm |
| Bentley Continental Flying Spur       | 2005 - heden | 560 pk   | 6.250 tpm | 650 Nm | 1.600 tpm |
| Bentley Continental GT Speed          | 2007 - heden | 610 pk   | 6.000 tpm | 750 Nm | 1.750 tpm |
| Bentley Continental Flying Spur Speed | 2008 - heden | 610 pk   | 6.000 tpm | 750 Nm | 1.750 tpm |

### 6.5 V12
| Specificaties        | Specificaties        |
| -------------------- | -------------------- |
| motorcode            |                      |
| type                 | V-motor              |
| blokhoek             | 60°                  |
| aantal cilinders     | 12                   |
| cilinderinhoud       | 6.496 cm³            |
| boring × slag        | 89,0 X 90,0 mm       |
| kleppen per cilinder | 4                    |
| kleppen totaal       | 48                   |
| klepbediening        | DOHC                 |
| nokkenasaandrijving  | ketting              |
| inspuiting           | indirecte inspuiting |
| inspuitsysteem       | multipoint injectie  |

De 6,5-liter V12 werd geïntroduceerd Lamborghini Murciélago LP640 die in 2006 de Lamborghini Murciélago verving. De V12 is een typische Lamborghini-motor met een blokhoek van 60° wat een ideale hoek is voor een V12-motor. Hij levert zoals de naam van de auto al aangeeft een vermogen van 640 pk en heeft een maximum koppel van 660 Nm. Ook wordt de motor gebruikt in de Lamborghini Reventón met 10 pk extra waardoor het maximumvermogen uitkomt op 650 pk.
| Model                                   | Jaartal      | Vermogen | Bij       | Koppel | Bij       |
| --------------------------------------- | ------------ | -------- | --------- | ------ | --------- |
| Lamborghini Murciélago LP640            | 2006 - heden | 640 pk   | 8.000 tpm | 660 Nm | 6.000 tpm |
| Lamborghini Reventón                    | 2008 +       | 650 pk   | 8.000 tpm | 660 Nm | 6.000 tpm |
| Lamborghini Murciélago LP650-4 Roadster | 2009 +       | 650 pk   | 8.000 tpm | 660 Nm | 6.000 tpm |
| Lamborghini Murciélago LP670-4 SV       | 2009 +       | 670 pk   | 8.000 tpm | 660 Nm | 6.500 tpm |

### 8.0 W16
| Specificaties        | Specificaties        |
| -------------------- | -------------------- |
| motorcode            |                      |
| type                 | W-motor              |
| blokhoek             | 2 × 15° VR8 in 90°   |
| aantal cilinders     | 16                   |
| cilinderinhoud       | 7.993 cm³            |
| boring × slag        | 86,0 × 86,05 mm      |
| kleppen per cilinder | 4                    |
| kleppen totaal       | 64                   |
| klepbediening        | DOHC                 |
| nokkenasaandrijving  | ketting              |
| inspuiting           | indirecte inspuiting |
| inspuitsysteem       | multipoint injectie  |
| turbolader           | 4 × turbolader       |
| turbodruk            | ? bar                |

De W16-motor van de Bugatti Veyron EB16.4 is speciaal ontwikkeld voor deze wagen. De techniek is afkomstig van Volkswagens W12- en W8-motor. Het doel was op een betrouwbare manier zo veel mogelijk pk behalen uit een relatief compact motorblok, zonder dat het blok regelmatig uit elkaar moest voor onderhoud. Er werden 4 turbo's op het blok gepositioneerd waardoor het vermogen uitkomt op betrouwbare 1001 pk. De motor wordt gekoeld door 10 radiators.
| Model                 | Jaartal      | Vermogen | Bij       | Koppel  | Bij             |
| --------------------- | ------------ | -------- | --------- | ------- | --------------- |
| Bugatti Veyron EB16.4 | 2005 - heden | 1001 pk  | 6.000 tpm | 1250 Nm | 2.200 tpm       |
| Bugatti Chiron        | 2016 - heden | 1500 pk  | 6.700 tpm | 1600 Nm | 2.000-6.000 tpm |

## Beëindigde benzinemotoren

### 1.0
| Specificaties        | Specificaties        |
| -------------------- | -------------------- |
| motorcode            | AHT / AUC / ALL      |
| type                 | lijnmotor            |
| aantal cilinders     | 4                    |
| cilinderinhoud       | 999 cm³              |
| boring × slag        | 67,1 × 70,6 mm       |
| kleppen per cilinder | 2                    |
| kleppen totaal       | 8                    |
| klepbediening        | OHC                  |
| inspuiting           | indirecte inspuiting |
| inspuitsysteem       | multipoint injectie  |

Volkswagens eenlitermotor werd in 1998 geïntroduceerd. De kleine viercilindermotor levert 50 pk en was nog volgens het OHC principe van 2 kleppen per cilinder.
| Model           | Jaartal     | Vermogen | Bij       | Koppel | Bij       |
| --------------- | ----------- | -------- | --------- | ------ | --------- |
| Volkswagen Lupo | 1998 - 2005 | 50 pk    | 5.000 tpm | 86 Nm  | 3.000 tpm |
| Seat Arosa      | 1997 - 2001 | 50 pk    | 5.000 tpm | 86 Nm  | 3.000 tpm |
| Seat Arosa      | 2001 - 2004 | 50 pk    | 5.200 tpm | 86 Nm  | 3.000 tpm |

### 1.4 8V
| Specificaties        | Specificaties               |
| -------------------- | --------------------------- |
| motorcode            | AEX / APQ / ANX / AKV / AUD |
| type                 | lijnmotor                   |
| aantal cilinders     | 4                           |
| cilinderinhoud       | 1.390 cm³                   |
| vermogen             | 44kW / 60 PK                |
| boring × slag        | 76,5 × 75,6 mm              |
| kleppen per cilinder | 2                           |
| kleppen totaal       | 8                           |
| klepbediening        | OHC                         |
| inspuiting           | indirecte inspuiting        |
| inspuitsysteem       | multipoint injectie         |

### 1.6 8V
| Specificaties        | Specificaties        |
| -------------------- | -------------------- |
| motorcode            | AHP                  |
| type                 | lijnmotor            |
| aantal cilinders     | 4                    |
| cilinderinhoud       | 1.595 cm³            |
| boring × slag        | 81,0 × 77,4 mm       |
| kleppen per cilinder | 2                    |
| kleppen totaal       | 8                    |
| klepbediening        | OHC                  |
| inspuiting           | indirecte inspuiting |
| inspuitsysteem       | multipoint injectie  |

### 1.9 10V

#### 1.9 10V
| Specificaties        | Specificaties  |
| -------------------- | -------------- |
| motorcode            | \              |
| type                 | lijnmotor      |
| aantal cilinders     | 5              |
| cilinderinhoud       | 1.921 cm³      |
| boring × slag        | 79,5 × 77,4 mm |
| kleppen per cilinder | 2              |
| kleppen totaal       | 10             |
| klepbediening        | OHC            |
| inspuiting           | carburateur    |
| inspuitsysteem       | carburateur    |

Deze motor is slechts kort in productie geweest; van 1981 tot en met 1984 en werd in de Volkswagen Passat en Volkswagen Santana GX5, de toenmalige sedan-versie van de Passat, geleverd. De motor presteerde voor die tijd goed met 115pk en 154 Nm.

### 2.0 4-in-lijn

#### 2.0 8V
| Specificaties        | Specificaties        |
| -------------------- | -------------------- |
| motorcode            | ABA                  |
| type                 | lijnmotor            |
| aantal cilinders     | 4                    |
| cilinderinhoud       | 1.984 cm³            |
| boring × slag        | 82,5 × 92,8 mm       |
| kleppen per cilinder | 2                    |
| kleppen totaal       | 8                    |
| klepbediening        | OHC                  |
| inspuiting           | indirecte inspuiting |
| inspuitsysteem       | multipoint injectie  |

| Model     | Jaartal     | Vermogen | Bij       | Koppel | Bij       |
| --------- | ----------- | -------- | --------- | ------ | --------- |
| VW Golf 3 | 1993 - 1997 | 116 pk   | 5.600 tpm | 170 Nm | 3.000 tpm |

2.0 8v
| Specificaties        | Specificaties       |
| -------------------- | ------------------- |
| motorcode            | BSX                 |
| type                 | lijnmotor           |
| aantal cilinders     | 4                   |
| cilinderinhoud       | 1.984 cm³           |
| boring × slag        | 82,5 × 92,8 mm      |
| kleppen per cilinder | 2                   |
| compressie           | 13.5:1              |
| klepbediening        | OHC                 |
| inspuiting           | Cng en benzine      |
| inspuitsysteem       | multipoint injectie |

| Model     |  | Jaartal     | Vermogen  | Bij       | Koppel | Bij       |
| --------- |  | ----------- | --------- | --------- | ------ | --------- |
| VW caddy  |  | 2006 - 2015 | 115/109pk | 5.400 tpm | 160 Nm | 3.800 Tpm |
| Vw touran |  | 2006- ...   | 115/109pk | 5.400 Tpm | 160 Nm | 3800 Tpm  |

#### 2.0 20V
| Specificaties        | Specificaties        |
| -------------------- | -------------------- |
| motorcode            | ALT                  |
| type                 | lijnmotor            |
| aantal cilinders     | 4                    |
| cilinderinhoud       | 1.984 cm³            |
| boring × slag        | 82,5 × 92,8 mm       |
| kleppen per cilinder | 5                    |
| kleppen totaal       | 20                   |
| klepbediening        | DOHC                 |
| inspuiting           | indirecte inspuiting |
| inspuitsysteem       | multipoint injectie  |

#### 2.0 FSI
Max koppel: 200 nm, na tuning 240 nm
110 kW/150 pk @ 6000 tpm
Na tuning: 162 pk @ 6000 tpm
topsnelheid 219 km/u
Hierin heb je ook die FSI 163 pk en de oude 130 pk-versie.
| Specificaties        | Specificaties      |
| -------------------- | ------------------ |
| motorcode            | BPG                |
| type                 | lijnmotor          |
| aantal cilinders     | 4                  |
| cilinderinhoud       | 1.984 cm³          |
| boring × slag        | 82,5 × 92,8 mm     |
| kleppen per cilinder | 4                  |
| kleppen totaal       | 16                 |
| klepbediening        | DOHC               |
| inspuiting           | directe inspuiting |
| inspuitsysteem       | FSI                |

#### 2.0 16V
| Specificaties        | Specificaties        |
| -------------------- | -------------------- |
| motorcode            | ABF                  |
| type                 | lijnmotor            |
| aantal cilinders     | 4                    |
| cilinderinhoud       | 1.984 cm³            |
| boring × slag        | 82,5 × 92,8 mm       |
| kleppen per cilinder | 4                    |
| kleppen totaal       | 16                   |
| klepbediening        | DOHC                 |
| inspuiting           | indirecte inspuiting |
| inspuitsysteem       | multipoint injectie  |

### 2.3 VR5
In 1998 kwam Volkswagen met een 2,3-liter VR5-motor op de markt. De motor was op basis van de bestaande VR6-motor maar dan met één cilinder minder. De eerste versie had nog 2 kleppen per cilinder en leverde 150 pk. Toen Volkswagen later 4 kleppen per cilinder op de VR-motoren wist te realiseren kreeg de VR5 dit ook waarmee het vermogen steeg tot 170 pk.

#### VR5 10V
| Specificaties        | Specificaties        |
| -------------------- | -------------------- |
| motorcode            | AGZ                  |
| type                 | VR-motor             |
| blokhoek             | 15°                  |
| aantal cilinders     | 5                    |
| cilinderinhoud       | 2.324 cm³            |
| boring × slag        | 81,0 × 90,2 mm       |
| kleppen per cilinder | 2                    |
| kleppen totaal       | 10                   |
| klepbediening        | OHC                  |
| nokkenasaandrijving  | ketting              |
| inspuiting           | indirecte inspuiting |
| inspuitsysteem       | multipoint injectie  |

| Model             | Jaartal     | Vermogen | Bij       | Koppel | Bij       |
| ----------------- | ----------- | -------- | --------- | ------ | --------- |
| Volkswagen Golf   | 1998 - 2000 | 150 pk   | 6.000 tpm | 205 Nm | 3.200 tpm |
| Volkswagen Bora   | 1998 - 2000 | 150 pk   | 6.000 tpm | 205 Nm | 3.200 tpm |
| Volkswagen Passat | 1998 - 2000 | 150 pk   | 6.000 tpm | 205 Nm | 3.200 tpm |
| Seat Toledo       | 1999 - 2000 | 150 pk   | 5.700 tpm | 210 Nm | 3.200 tpm |

#### VR5 20V
| Specificaties        | Specificaties        |
| -------------------- | -------------------- |
| motorcode            | AZX/AQN              |
| type                 | VR-motor             |
| blokhoek             | 15°                  |
| aantal cilinders     | 5                    |
| cilinderinhoud       | 2.324 cm³            |
| boring × slag        | 81,0 × 90,2 mm       |
| kleppen per cilinder | 4                    |
| kleppen totaal       | 20                   |
| klepbediening        | DOHC                 |
| nokkenasaandrijving  | ketting              |
| inspuiting           | indirecte inspuiting |
| inspuitsysteem       | multipoint injectie  |

De tweede generatie V(R)5 verscheen in 2000 met vier kleppen per cilinder en variabele kleptiming. De 170pk-versie wordt aangeduid met een rode 5.
| Model                 | Jaartal     | Vermogen | Bij       | Koppel | Bij       |
| --------------------- | ----------- | -------- | --------- | ------ | --------- |
| Volkswagen Bora       | 2000 - 2005 | 170 pk   | 6.200 tpm | 220 Nm | 3.300 tpm |
| Volkswagen New Beetle | 2000 - 2005 | 170 pk   | 6.200 tpm | 220 Nm | 3.300 tpm |
| Volkswagen Passat     | 2000 - 2004 | 170 pk   | 6.200 tpm | 220 Nm | 3.200 tpm |
| Volkswagen Golf       | 2000 - 2003 | 170 pk   | 6.200 tpm | 225 Nm | 3.200 tpm |
| Seat Toledo           | 2001 - 2003 | 170 pk   | 6.000 tpm | 225 Nm | 3.500 tpm |

### 2.4 V6
| Specificaties        | Specificaties        |
| -------------------- | -------------------- |
| motorcode            | BDW                  |
| type                 | V-motor              |
| blokhoek             | 90°                  |
| aantal cilinders     | 6                    |
| cilinderinhoud       | 2.393 cm³            |
| boring × slag        | 81,0 × 77,4 mm       |
| kleppen per cilinder | 5                    |
| kleppen totaal       | 30                   |
| klepbediening        | DOHC                 |
| nokkenasaandrijving  | ketting              |
| inspuiting           | indirecte inspuiting |
| inspuitsysteem       | multipoint injectie  |

Audi's 2,4-liter V6-motor werd in 1997 geïntroduceerd in de Audi A6. De motor heeft een aluminium onderblok en is voorzien van vijfkleppen techniek. Door de jaren heen steeg het vermogen van 165 tot 177 pk maar het koppel bleef met 230 Nm gelijk.
| Model   | Jaartal     | Vermogen | Bij       | Koppel | Bij       |
| ------- | ----------- | -------- | --------- | ------ | --------- |
| Audi A4 | 1999 - 2001 | 165 pk   | 6.000 tpm | 230 Nm | 3.200 tpm |
| Audi A6 | 1997 - 2001 | 165 pk   | 6.000 tpm | 230 Nm | 3.200 tpm |
| Audi A4 | 2001 - 2004 | 170 pk   | 6.000 tpm | 230 Nm | 3.200 tpm |
| Audi A6 | 2001 - 2004 | 170 pk   | 6.000 tpm | 230 Nm | 3.200 tpm |
| Audi A6 | 2004 - 2008 | 177 pk   | 6.000 tpm | 230 Nm | 3.200 tpm |

### 2.7 V6 biturbo
| Specificaties        | Specificaties        |
| -------------------- | -------------------- |
| motorcode            |                      |
| type                 | V-motor              |
| blokhoek             | 90°                  |
| aantal cilinders     | 6                    |
| cilinderinhoud       | 2.671 cm³            |
| boring × slag        | 81,0 × 86,4 mm       |
| kleppen per cilinder | 5                    |
| kleppen totaal       | 30                   |
| klepbediening        | DOHC                 |
| snaar                |                      |
| inspuiting           | indirecte inspuiting |
| inspuitsysteem       | multipoint injectie  |
| turbodruk            | verschillend         |

De 2,7-liter biturbo V6-motor van Audi werd geïtroduceerd in 1997 in de Audi S4. Door zijn turbo's is de motor makkelijk te tunen en verschilt in elke model dan ook van vermogen. De sterkste versie van de motor is terug te vinden in de Audi RS4 B5 waar hij tot 380 pk is getuned met behulp van Cosworth.
| Model                | Jaartal     | Vermogen | Bij       | Koppel | Bij       |
| -------------------- | ----------- | -------- | --------- | ------ | --------- |
| Audi A6              | 1999 - 2001 | 230 pk   | 5.800 tpm | 310 Nm | 1.700 tpm |
| Audi allroad quattro | 2002 - 2006 | 250 pk   | 5.800 tpm | 350 Nm | 1.800 tpm |
| Audi S4              | 1997 - 2001 | 265 pk   | 5.800 tpm | 400 Nm | 1.850 tpm |
| Audi RS4             | 2000 - 2001 | 380 pk   | 7.000 tpm | 440 Nm | 2.500 tpm |

### 2.8 V6 30V
| Specificaties        | Specificaties        |
| -------------------- | -------------------- |
| motorcode            |                      |
| type                 | V-motor              |
| blokhoek             | 90°                  |
| aantal cilinders     | 6                    |
| cilinderinhoud       | 2.771 cm³            |
| boring × slag        | 82,5 mm × 86,4 mm    |
| kleppen per cilinder | 5                    |
| kleppen totaal       | 30                   |
| klepbediening        | DOHC                 |
| nokkenasaandrijving  | tandriem             |
| inspuiting           | indirecte inspuiting |
| inspuitsysteem       | multipoint injectie  |

| Model             | Jaartal     | Vermogen | Bij       | Koppel | Bij       |
| ----------------- | ----------- | -------- | --------- | ------ | --------- |
| Audi A4           | 1996 - 2001 | 193 pk   | 6.000 tpm | 280 Nm | 3.200 tpm |
| Audi A6           | 1995 - 2001 | 193 pk   | 6.000 tpm | 280 Nm | 3.200 tpm |
| Audi A8           | 1996 - 2002 | 193 pk   | 6.000 tpm | 280 Nm | 3.200 tpm |
| Volkswagen Passat | 1997 - 2005 | 193 pk   | 6.000 tpm | 280 Nm | 3.200 tpm |
| Škoda Superb      | 2001 - 2008 | 193 pk   | 6.000 tpm | 280 Nm | 3.200 tpm |

### 2.8 VR6

#### VR6 12V
| Specificaties        | Specificaties          |
| -------------------- | ---------------------- |
| motorcode            | AAA / AFP / AMY / AES  |
| type                 | VR-motor               |
| blokhoek             | 15°                    |
| aantal cilinders     | 6                      |
| cilinderinhoud       | 2.792 cm³              |
| boring × slag        | 81,0 × 90,3 mm         |
| kleppen per cilinder | 2                      |
| kleppen totaal       | 12                     |
| klepbediening        | 2x OHC                 |
| nokkenasaandrijving  | dubbele/enkele ketting |
| inspuiting           | indirecte inspuiting   |
| inspuitsysteem       | multipoint injectie    |

De 2,8-liter VR6-motor is Volkswagens eerste compacte zescilindermotor. De motor werd dwars geplaatst en kwam terecht in de Volkswagen Golf, Volkswagen Corrado, Volkswagen Vento en in de Volkswagen Passat. Tevens paste de VR6-motor door zijn compacte bouw in de Volkswagen Transporter en werden ook motoren verkocht aan Mercedes-Benz die ze gebruikte in de Mercedes-Benz Vito V280.
| Model                                       | Jaartal     | Vermogen | Bij       | Koppel | Bij       |
| ------------------------------------------- | ----------- | -------- | --------- | ------ | --------- |
| Volkswagen Golf                             | 1991 - 1997 | 174 pk   | 5.800 tpm | 235 Nm | 4.200 tpm |
| Volkswagen Corrado                          | 1991 - 1995 | 174 pk   | 5.800 tpm | 235 Nm | 4.200 tpm |
| Volkswagen Vento                            | 1992 - 1997 | 174 pk   | 5.800 tpm | 235 Nm | 4.200 tpm |
| Volkswagen Passat                           | 1991 - 1996 | 174 pk   | 5.800 tpm | 235 Nm | 4.200 tpm |
| Volkswagen Sharan Ford Galaxy Seat Alhambra | 1996 - 2000 | 174 pk   | 5.800 tpm | 235 Nm | 4.200 tpm |
| Mercedes-Benz Vito                          | ?           | 174 pk   | 6.000 tpm | 237 Nm | 2.800 tpm |
| Volkswagen Transporter                      | 1996 - 2000 | 140 pk   | 4.500 tpm | 240 Nm | 3.000 tpm |

#### VR6 24V
| Specificaties        | Specificaties        |
| -------------------- | -------------------- |
| motorcode            | AQP / AUE / BDE      |
| type                 | VR-motor             |
| blokhoek             | 15°                  |
| aantal cilinders     | 6                    |
| cilinderinhoud       | 2.792 cm³            |
| boring × slag        | 81,0 × 90,2 mm       |
| kleppen per cilinder | 4                    |
| kleppen totaal       | 24                   |
| klepbediening        | DOHC                 |
| nokkenasaandrijving  | enkele ketting       |
| inspuiting           | indirecte inspuiting |
| inspuitsysteem       | multipoint injectie  |

In 1999 kwam Volkswagen met de nieuwe generatie VR6-motor die 4 kleppen per cilinder heeft. Het vermogen van de motor steeg hierdoor naar 204 pk. De motor werd ook gebruikt in de Seat Leon als Cupra en Topsport. De tweede generatie wordt "V6" genoemd en aangeduid met een rode 6.
| Model                                       | Jaartal      | Vermogen | Bij       | Koppel | Bij       |
| ------------------------------------------- | ------------ | -------- | --------- | ------ | --------- |
| Volkswagen Golf                             | 1999 - 2003  | 204 pk   | 6.200 tpm | 270 Nm | 3.200 tpm |
| Volkswagen Bora                             | 1999 - 2004  | 204 pk   | 6.200 tpm | 270 Nm | 3.200 tpm |
| Volkswagen Multivan                         | ?            | 204 pk   | 6.200 tpm | 270 Nm | 3.200 tpm |
| Seat Leon                                   | 2001 - 2004  | 204 pk   | 6.000 tpm | 270 Nm | 3.200 tpm |
| Volkswagen Sharan Ford Galaxy Seat Alhambra | 2000 - heden | 204 pk   | 6.200 tpm | 265 Nm | 3.400 tpm |

### 2.9 VR6
| Specificaties        | Specificaties        |
| -------------------- | -------------------- |
| motorcode            | ABV                  |
| type                 | VR-motor             |
| blokhoek             | 15°                  |
| aantal cilinders     | 6                    |
| cilinderinhoud       | 2.861 cm³            |
| boring × slag        | 82,0 × 90,3 mm       |
| kleppen per cilinder | 2                    |
| kleppen totaal       | 12                   |
| klepbediening        | 2x OHC               |
| nokkenasaandrijving  | dubbele ketting      |
| inspuiting           | indirecte inspuiting |
| inspuitsysteem       | multipoint injectie  |

| Model                  | Jaartal     | Vermogen | Bij       | Koppel | Bij       |
| ---------------------- | ----------- | -------- | --------- | ------ | --------- |
| Volkswagen Golf Syncro | 1994 - 1997 | 190 pk   | 5.800 tpm | 245    | 4.200 tpm |
| Volkswagen Corrado     | 1991 - 1993 | 190 pk   | 5.800 tpm | 245    | 4.200 tpm |

### 3.0 V6 30V
| Specificaties        | Specificaties        |
| -------------------- | -------------------- |
| motorcode            | ASN                  |
| type                 | V-motor              |
| blokhoek             | 90°                  |
| aantal cilinders     | 6                    |
| cilinderinhoud       | 2.976 cm³            |
| boring × slag        | 82,5 × 92,8 mm       |
| kleppen per cilinder | 5                    |
| kleppen totaal       | 30                   |
| klepbediening        | DOHC                 |
| nokkenasaandrijving  | tandriem             |
| inspuiting           | indirecte inspuiting |
| inspuitsysteem       | multipoint injectie  |

De 3,0-liter V6-motor is een doorontwikkelde aluminium versie van de 2.8 V6 30V. Door middel van een andere krukas werd de slag van de zuigers vergroot waardoor de cilinderinhoud toenam van 2,8 tot 3,0-liter. De motor heeft net als zijn voorganger 5 kleppen per cilinder en volgde in de Audi A4, A6 en A8 de 2.8 V6 op. In 2005 werd de motor met iets minder vermogen gebruikt in de verlengde versie van de Audi A6 op de Chinese markt. De opvolger van deze motor is de 3.2 V6 FSI.
| Model   | Jaartal     | Vermogen | Bij       | Koppel | Bij       |
| ------- | ----------- | -------- | --------- | ------ | --------- |
| Audi A6 | 2005 - 2007 | 218 pk   | 6.300 tpm | 314 Nm | 3.200 tpm |
| Audi A4 | 2000 - 2005 | 220 pk   | 6.300 tpm | 300 Nm | 3.200 tpm |
| Audi A6 | 2001 - 2004 | 220 pk   | 6.300 tpm | 300 Nm | 3.200 tpm |
| Audi A8 | 2003 - 2005 | 220 pk   | 6.300 tpm | 300 Nm | 3.200 tpm |

### 3.7 V8
| Specificaties        | Specificaties        |
| -------------------- | -------------------- |
| motorcode            |                      |
| type                 | V-motor              |
| blokhoek             | 90°                  |
| aantal cilinders     | 8                    |
| cilinderinhoud       | 3.697 cm³            |
| boring × slag        | 84,5 × 82,4 mm       |
| kleppen per cilinder | 4                    |
| kleppen totaal       | 32                   |
| klepbediening        | DOHC                 |
| nokkenasaandrijving  | ketting              |
| inspuiting           | indirecte inspuiting |
| inspuitsysteem       | multipoint injectie  |

De 3,7-liter V8-motor van Audi werd speciaal ontwikkeld voor de Audi A8 om het grote gat in het benzinegamma tussen de 2.8 V6 en de 4.2 V8 op te vullen. De motor is gebaseerd op de 4.2 V8 maar heeft een krukas met een kleinere slag waardoor de cilinderinhoud werd verkleind tot 3,7-liter.
| Model   | Jaartal     | Vermogen | Bij       | Koppel | Bij       |
| ------- | ----------- | -------- | --------- | ------ | --------- |
| Audi A8 | 1995 - 1999 | 230 pk   | 5.500 tpm | 315 Nm | 2.700 tpm |

### 3.7 V8 5V
| Specificaties        | Specificaties        |
| -------------------- | -------------------- |
| motorcode            |                      |
| type                 | V-motor              |
| blokhoek             | 90°                  |
| aantal cilinders     | 8                    |
| cilinderinhoud       | 3.697 cm³            |
| boring × slag        | 84,5 × 82,4 mm       |
| kleppen per cilinder | 5                    |
| kleppen totaal       | 40                   |
| klepbediening        | DOHC                 |
| nokkenasaandrijving  | ketting              |
| inspuiting           | indirecte inspuiting |
| inspuitsysteem       | multipoint injectie  |

De tweede generatie van de 3,7-liter V8-motor van Audi heeft 5 kleppen per cilinder waardoor het vermogen steeg van 230 pk tot 260 pk en later tot 280 pk. De motor werd net als de eerste generatie alleen in de Audi A8 toegepast.
| Model   | Jaartal     | Vermogen | Bij       | Koppel | Bij       |
| ------- | ----------- | -------- | --------- | ------ | --------- |
| Audi A8 | 1999 - 2002 | 260 pk   | 6.000 tpm | 350 Nm | 3.250 tpm |
| Audi A8 | 2002 - 2006 | 280 pk   | 6.000 tpm | 360 Nm | 3.750 tpm |

### 4.0 W8
| Specificaties        | Specificaties        |
| -------------------- | -------------------- |
| motorcode            | BDN                  |
| type                 | W-motor              |
| blokhoek             | 2 × 15° VR4 in 72°   |
| aantal cilinders     | 8                    |
| cilinderinhoud       | 3.999 cm³            |
| boring × slag        | 84,0 × 90,2 mm       |
| kleppen per cilinder | 4                    |
| kleppen totaal       | 32                   |
| klepbediening        | DOHC                 |
| nokkenasaandrijving  | ketting              |
| inspuiting           | indirecte inspuiting |
| inspuitsysteem       | multipoint injectie  |

In 2001 kwam Volkswagen met een W8-motor op de markt. Deze motor is in principe een verkorte versie van de technisch identieke W12-motor. De motor zou in meerdere modellen dienst gaan doen maar uiteindelijk bleef het slechts bij de Volkswagen Passat. De achtcilinder motor is uiterst compact gebouwd en waardoor hij in lengterichting in de Passat B5 paste. De W8-motor is voorzien van vier kleppen per cilinder en levert 275 pk. De 3.6 VR6 werd de opvolger van de 4.0 W8 die nog compacter is maar zelfs betere prestaties levert.
| Model             | Jaartal     | Vermogen | Bij       | Koppel | Bij       |
| ----------------- | ----------- | -------- | --------- | ------ | --------- |
| Volkswagen Passat | 2001 - 2005 | 275 pk   | 6.000 tpm | 370 Nm | 2.750 tpm |

## Huidige dieselmotoren

### 1.4 TDI
| Specificaties        | Specificaties      |
| -------------------- | ------------------ |
| motorcode            | AMF                |
| type                 | lijnmotor          |
| aantal cilinders     | 3                  |
| cilinderinhoud       | 1.422 cm³          |
| boring × slag        | 79,5 × 95,5 mm     |
| kleppen per cilinder | 2                  |
| kleppen totaal       | 6                  |
| klepbediening        | OHC                |
| nokkenasaandrijving  | tandriem           |
| inspuiting           | directe inspuiting |
| inspuitsysteem       | pompverstuivers    |

De 1,4-liter driecilinder TDI werd in 1999 geïntroduceerd. Het is eigenlijk een verkorte versie van de 1.9 TDI, maar dan met één cilinder minder. De motor is voorzien van moderne pompverstuivertechniek die ook bij de 1.9 TDI gebruikt werden.
| Model           | Jaartal      | Vermogen | Bij       | Koppel | Bij               |
| --------------- | ------------ | -------- | --------- | ------ | ----------------- |
| Volkswagen Polo | 2005 - heden | 70 pk    | 4.000 tpm | 155 Nm | 1.600 - 2.800 tpm |
| Seat Ibiza      | 2005 - 2008  | 70 pk    | 4.000 tpm | 155 Nm | 1.600 - 2.800 tpm |
| Škoda Fabia     | 2005 - 2008  | 70 pk    | 4.000 tpm | 155 Nm | 1.600 - 2.800 tpm |
| Volkswagen Lupo | 1999 - 2005  | 75 pk    | 4.000 tpm | 195 Nm | 2.200 tpm         |
| Volkswagen Polo | 1999 - 2005  | 75 pk    | 4.000 tpm | 195 Nm | 2.200 tpm         |
| Seat Arosa      | 2000 - 2004  | 75 pk    | 4.000 tpm | 195 Nm | 2.200 tpm         |
| Seat Ibiza      | 2005 - 2006  | 75 pk    | 4.000 tpm | 195 Nm | 2.200 tpm         |
| Škoda Fabia     | 2003 - 2005  | 75 pk    | 4.000 tpm | 195 Nm | 2.200 tpm         |
| Volkswagen Polo | 2005 - heden | 80 pk    | 4.000 tpm | 195 Nm | 1.800 - 2.200 tpm |
| Seat Ibiza      | 2007 - heden | 80 pk    | 4.000 tpm | 195 Nm | 1.800 - 2.200 tpm |
| Škoda Fabia     | 2005 - heden | 80 pk    | 4.000 tpm | 195 Nm | 1.800 - 2.200 tpm |

### 1.6 TDI
| Specificaties        | Specificaties          |
| -------------------- | ---------------------- |
| type                 | lijnmotor              |
| aantal cilinders     | 4                      |
| cilinderinhoud       | 1.598 cm³              |
| boring × slag        | 79,5 × 80,5 mm         |
| kleppen per cilinder | 4                      |
| kleppen totaal       | 16                     |
| klepbediening        | DOHC                   |
| nokkenasaandrijving  | tandriem               |
| inspuiting           | directe inspuiting     |
| inspuitsysteem       | common-rail, 1.600 bar |

De 1.6 TDI dieselmotor kwam in 2009 op de markt en is de langverwachte opvolger van de bekende 1.9 TDI. De viercilinder turbodiesel is voorzien van common-rail inspuiting en heeft 4 kleppen per cilinder. De vermogens variëren van 75 tot 115 pk.
| Model             | Jaartal      | Motorcode | Vermogen | Bij       | Koppel | Bij               |
| ----------------- | ------------ | --------- | -------- | --------- | ------ | ----------------- |
| Volkswagen Polo   | 2009 - heden | CAYA      | 75 pk    | 4.000 tpm | 195 Nm | 1.500 - 2.500 tpm |
| Audi A3           | 2009 - heden | CAYB      | 90 pk    | 4.200 tpm | 230 Nm | 1.500 - 2.500 tpm |
| Volkswagen Polo   | 2009 - heden | CAYB      | 90 pk    | 4.200 tpm | 230 Nm | 1.500 - 2.500 tpm |
| Audi A3           | 2009 - heden | CAYA      | 105 pk   | 4.400 tpm | 250 Nm | 1.500 - 2.500 tpm |
| Volkswagen Polo   | 2009 - heden | CAYC      | 105 pk   | 4.400 tpm | 250 Nm | 1.500 - 2.500 tpm |
| Volkswagen Golf   | 2009 - heden | CAYA      | 105 pk   | 4.400 tpm | 250 Nm | 1.500 - 2.500 tpm |
| Volkswagen Passat | 2009-2010    | CAYC      | 105 pk   | 4.400 tpm | 250 Nm | 1.500 - 2.500 tpm |

### 1.9 TDI
| Specificaties        | Specificaties               |
| -------------------- | --------------------------- |
| motorcode            |                             |
| type                 | lijnmotor                   |
| aantal cilinders     | 4                           |
| cilinderinhoud       | 1896 cm³                    |
| boring × slag        | 79,5 × 95,5 mm              |
| kleppen per cilinder | 2                           |
| kleppen totaal       | 8                           |
| klepbediening        | DOHC                        |
| nokkenasaandrijving  | tandriem                    |
| inspuiting           | directe inspuiting          |
| inspuitsysteem       | verdeelpomp pompverstuivers |

### 2.0 TDI
Vanaf 2004
81 kW, 110 pk (pompverstuivers)
103 kW, 140 pk (pompverstuivers)
125 kW, 170 pk (pompverstuivers)
Vanaf 09/2008 (modeljaar 2009)
100 kW, 136pk (common-rail) motorcode CBAA
103 kW, 140pk (common-rail) motorcode CBAB
125 kW, 170pk (common-rail) motorcode CBBB
Vanaf 2013 hebben de motoren +10 pk gekregen en zijn het allemaal common-rail motoren
| Specificaties        | Specificaties      |
| -------------------- | ------------------ |
| motorcode            |                    |
| type                 | lijnmotor          |
| aantal cilinders     | 4                  |
| cilinderinhoud       | 1968 cm³           |
| boring × slag        | 81,0 × 95,5 mm     |
| kleppen per cilinder | 4                  |
| kleppen totaal       | 16                 |
| klepbediening        | DOHC               |
| nokkenasaandrijving  | tandriem           |
| inspuiting           | directe inspuiting |
| inspuitsysteem       | pompverstuivers    |

### 2.5 R5 TDI
| Specificaties        | Specificaties      |
| -------------------- | ------------------ |
| motorcode            | CECA               |
| type                 | lijnmotor          |
| aantal cilinders     | 5                  |
| cilinderinhoud       | 2461 cm³           |
| boring × slag        | 81,0 × 95,5 mm     |
| kleppen per cilinder | 4                  |
| kleppen totaal       | 20                 |
| klepbediening        | DOHC               |
| nokkenasaandrijving  | tandwiel           |
| inspuiting           | directe inspuiting |
| inspuitsysteem       | pompverstuivers    |

### 2.5 V6 TDI
| Specificaties       | Specificaties      |
| ------------------- | ------------------ |
| motorcode           | AFB                |
| kleppen totaal      | 24                 |
| klepbediening       | DOHC               |
| nokkenasaandrijving | tandriem           |
| inspuiting          | directe inspuiting |
| inspuitsysteem      | verdeelpomp        |

### 3.0 V6 TDI
| Specificaties        | Specificaties      |
| -------------------- | ------------------ |
| gewicht              | 219 kg             |
| motorcode            | CAPA / CCWA        |
| type                 | V-motor            |
| aantal cilinders     | 6                  |
| blokhoek             | 90°                |
| cilinderinhoud       | 2967 cm³           |
| boring × slag        | 83,0 × 91,4 mm     |
| kleppen per cilinder | 4                  |
| klepbediening        | DOHC               |
| nokkenasaandrijving  | ketting            |
| inspuiting           | directe inspuiting |
| inspuitsysteem       | common-rail        |

### 4.2 V8 TDI
| Specificaties        | Specificaties      |
| -------------------- | ------------------ |
| motorcode            |                    |
| type                 | V-motor            |
| blokhoek             | 90°                |
| aantal cilinders     | 8                  |
| cilinderinhoud       | 4134 cm³           |
| boring × slag        | 83,0 × 95,5 mm     |
| kleppen per cilinder | 4                  |
| kleppen totaal       | 32                 |
| klepbediening        | DOHC               |
| nokkenasaandrijving  | ketting            |
| inspuiting           | directe inspuiting |
| inspuitsysteem       | common-rail        |

De 4,2-liter V8 TDI-motor werd in 2005 geïntroduceerd in de Audi A8 als vervanger voor de 4.0 V8 TDI. De motor heeft common-railinspuiting met piëzo-injectoren en is voorzien van twee turbo's met variabele geometrie. Met de komst van een sterkere automatische versnellingsbak in de Q7 kon het koppel van de motor beter benut worden dan in de A8 waar het maximum koppel begrensd is op 650 Nm.
| Model   | Jaartal      | Vermogen | Bij       | Koppel | Bij               |
| ------- | ------------ | -------- | --------- | ------ | ----------------- |
| Audi A8 | 2005 - 2010  | 326 pk   | 3.750 tpm | 650 Nm | 1.600 - 3.500 tpm |
| Audi Q7 | 2007 - 2009  | 326 pk   | 3.750 tpm | 760 Nm | 1.800 - 2.500 tpm |
| Audi Q7 | 2009 - heden | 340 pk   | 4.000 tpm | 760 Nm | 1.750 - 3.000 tpm |
| Audi A8 | 2010 - 2013  | 350 pk   | 4.000 tpm | 800 Nm | 1.750 - 2.750 tpm |
| Audi A8 | 2013 - heden | 385 pk   | 3.750 tpm | 850 Nm | 2000 - 2.750 tpm  |

## Beëindigde dieselmotoren

### 2.7 V6 TDI
| Specificaties        | Specificaties      |
| -------------------- | ------------------ |
| motorcode            |                    |
| type                 | V-motor            |
| blokhoek             | 90°                |
| aantal cilinders     | 6                  |
| cilinderinhoud       | 2698 cm³           |
| boring × slag        | 83,0 × 83,1 mm     |
| kleppen per cilinder | 4                  |
| kleppen totaal       | 24                 |
| klepbediening        | DOHC               |
| nokkenasaandrijving  | ketting            |
| inspuiting           | directe inspuiting |
| inspuitsysteem       | common-rail        |

| Model   | Jaartal     | Vermogen | Bij               | Koppel | Bij               |
| ------- | ----------- | -------- | ----------------- | ------ | ----------------- |
| Audi A4 | 2005 - 2008 | 180 pk   | 3.300 - 4.250 tpm | 380 Nm | 1.400 - 3.300 tpm |
| Audi A6 | 2004 - 2008 | 180 pk   | 3.300 - 4.250 tpm | 380 Nm | 1.400 - 3.300 tpm |
| Audi A4 | 2008 - 2011 | 190 pk   | 3.500 - 4.000 tpm | 400 Nm | 1.400 - 3.250 tpm |
| Audi A5 | 2007 - 2011 | 190 pk   | 3.500 - 4.000 tpm | 400 Nm | 1.400 - 3.250 tpm |
| Audi A6 | 2008 - 2011 | 190 pk   | 3.500 - 4.400 tpm | 400 Nm | 1.400 - 3.500 tpm |

### 4.0 V8 TDI
| Specificaties        | Specificaties      |
| -------------------- | ------------------ |
| motorcode            |                    |
| type                 | V-motor            |
| blokhoek             | 90°                |
| aantal cilinders     | 8                  |
| cilinderinhoud       | 3936 cm³           |
| boring × slag        | 81,0 × 95,5 mm     |
| kleppen per cilinder | 4                  |
| kleppen totaal       | 32                 |
| klepbediening        | DOHC               |
| nokkenasaandrijving  | ketting            |
| inspuiting           | directe inspuiting |
| inspuitsysteem       | common-rail        |

| Model   | Jaartal     | Vermogen | Bij       | Koppel | Bij               |
| ------- | ----------- | -------- | --------- | ------ | ----------------- |
| Audi A8 | 2003 - 2005 | 275 pk   | 3.750 tpm | 650 Nm | 1.800 - 2.500 tpm |

### 5.0 V10 TDI
| Specificaties        | Specificaties      |
| -------------------- | ------------------ |
| motorcode            |                    |
| type                 | V-motor            |
| blokhoek             | 90°                |
| aantal cilinders     | 10                 |
| cilinderinhoud       | 4921 cm³           |
| boring × slag        | 81,0 × 95,5 mm     |
| kleppen per cilinder | 4                  |
| kleppen totaal       | 40                 |
| klepbediening        | DOHC               |
| nokkenasaandrijving  | tandwielen         |
| inspuiting           | directe inspuiting |
| inspuitsysteem       | pompverstuivers    |

| Model                  | Jaartal     | Vermogen | Bij       | Koppel | Bij       |
| ---------------------- | ----------- | -------- | --------- | ------ | --------- |
| Volkswagen Touareg     | 2002 - 2010 | 313 pk   | 3.750 tpm | 750 Nm | 2.000 tpm |
| Volkswagen Phaeton     | 2003 - 2007 | 313 pk   | 3.750 tpm | 750 Nm | 2.000 tpm |
| Volkswagen Touareg R50 | 2008 - 2010 | 350 pk   | 3.500 tpm | 850 Nm | 2.000 tpm |

### 6.0 V12 TDI
| Specificaties        | Specificaties      |
| -------------------- | ------------------ |
| motorcode            |                    |
| type                 | V-motor            |
| blokhoek             | 60°                |
| aantal cilinders     | 12                 |
| cilinderinhoud       | 5.934 cm³          |
| boring × slag        | 83,0 × 91,4 mm     |
| kleppen per cilinder | 4                  |
| kleppen totaal       | 48                 |
| klepbediening        | DOHC               |
| nokkenasaandrijving  | ketting            |
| inspuiting           | directe inspuiting |
| inspuitsysteem       | common-rail        |

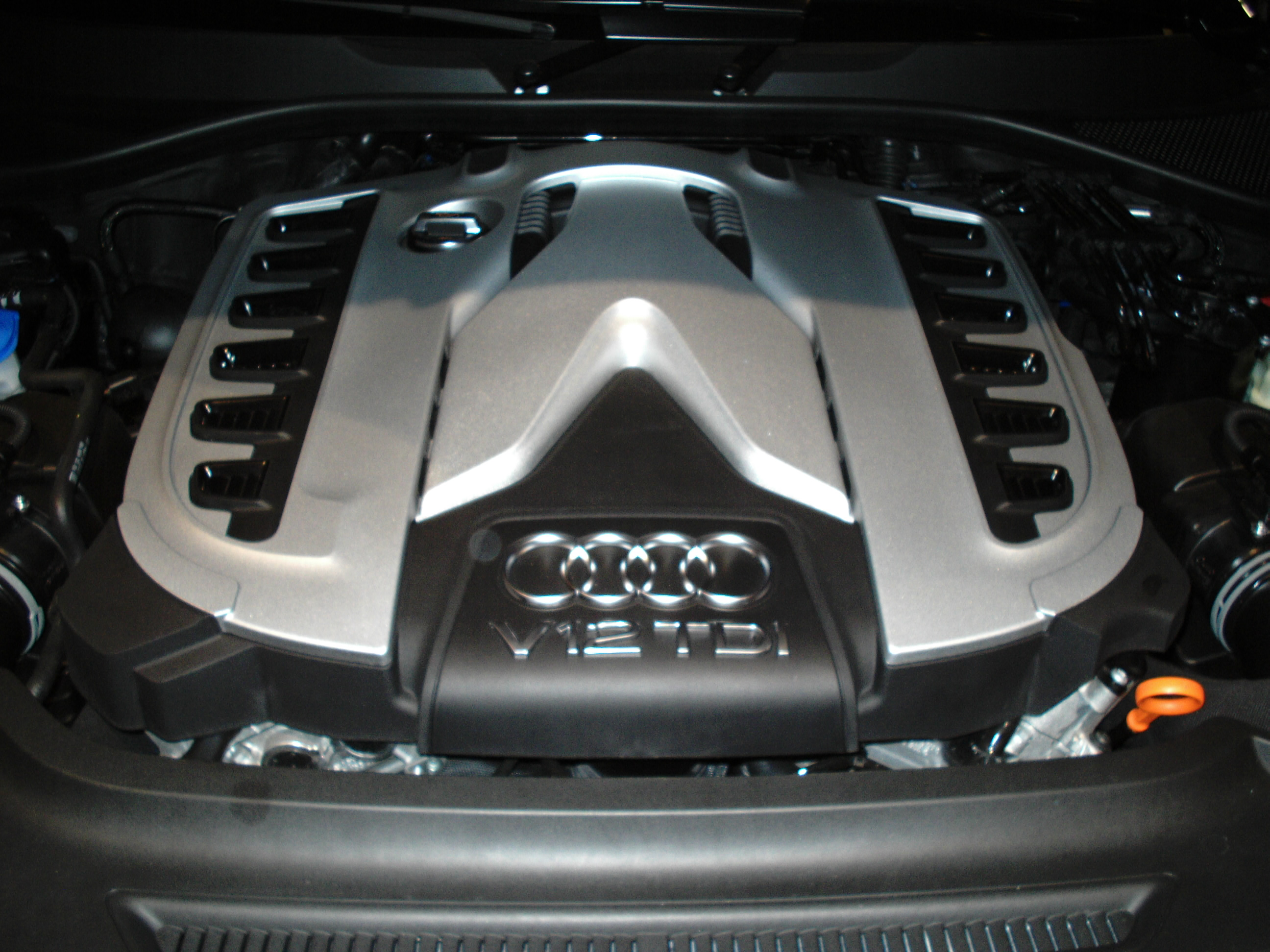
De 6.0 V12 TDI in de Audi Q7.

De 6,0-liter V12 TDI-motor werd in 2007 gepresenteerd in de Audi Q7. Het is de eerste V12 dieselmotor voor een personenauto. De motor levert een maximumvermogen van 500 pk en een maximum koppel van maar liefst 1.000 Nm wat al bij 1.750 tpm beschikbaar is.
De 6.0 V12 TDI is gebaseerd op de 5,5-liter V12 TDI uit de Audi R10 die meervoudig kampioen werd op de 24 uur van Le Mans. De motor heeft een blokhoek van 60°, bij een V12-motor is 60° namelijk de ideale hoek van de cilinders waarbij de trillingen opgevangen worden. Een andere reden hiervoor is om de motor compact te houden zodat deze in de neus van de Q7 past. De V12 is met een lengte van 684 mm slechts 166 mm langer dan de V8 TDI. De motor is voorzien van 4 kleppen per cilinder die met een dubbele bovenliggende nokkenas door een ketting worden aangedreven. Het carter is vervaardigd uit gietijzer met vermiculair grafiet, genaamd GJV-450 wat ook in de huidige V6- en V8-motoren wordt gebruikt. Dit materiaal is 40% stijver en 100% bestendiger tegen moeheid dan het traditionele gietijzer. De cilinderkoppen zijn vervaardigd uit een lichtgewicht aluminiumlegering. De krukas is gesmeed van extreem stijf staal.
De V12 TDI is voorzien van twee turbo's die een druk leveren van 2,7 bar. De turbocompressoren bevinden zich aan de buitenkant van de motor en nemen elk een cilinderbank voor hun rekening. De motor maakt gebruik van common-rail inspuiting dat werkt onder een druk van 2.000 bar. De brandstof wordt ingespoten via piëzo-injectoren met 8 inspuitpunten die elke een doorsnede hebben van 0,12 mm.
De V12 TDI ging eind 2008 in productie in de Audi Q7. In 2008 werd de motor gebruikt in een conceptauto van de Audi R8, de Audi R8 V12 TDI Concept. Of de R8 ooit in productie gaat met deze motor is niet zeker maar wel onwaarschijnlijk. Om de V12 in de R8 te krijgen moest er veel aangepast worden aan de auto. Ook het koppel werd gelimiteerd tot 500 Nm om de versnellingsbak te sparen.
| Model   | Jaartal     | Vermogen | Bij       | Koppel   | Bij               |
| ------- | ----------- | -------- | --------- | -------- | ----------------- |
| Audi Q7 | 2008 - 2012 | 500 pk   | 4.000 tpm | 1.000 Nm | 1.750 - 3.000 tpm |